# Fresadora

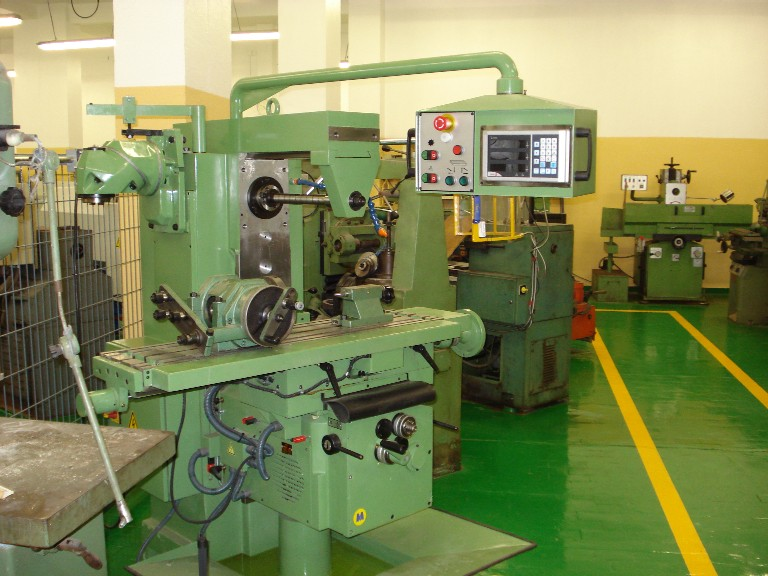
Fresadora universal amb els seus accessoris.

Una fresadora és una màquina eina utilitzada per donar formes complexes a peces de metall, plàstic, fusta o altres materials. Poden executar una gran quantitat d'operacions complexes, com tall de ranures, planejats, perforacions, etcètera.
En les fresadores tradicionals, la peça es desplaça, solidària amb la mordassa i la taula, acostant aquestes parts a l'eina que mecanitza. S'obtenen formes diverses, des de superfícies planes a d'altres de més complexes.
La seva forma bàsica és la d'un dispositiu tallant que gira sobre el mateix i que es desplaça sobre un eix vertical o bé horitzontal i es pot moure, en tres dimensions, respecte a la peça que cal mecanitzar. El moviment al llarg de la superfície de la peça a mecanitzar es porta a terme, generalment, mitjançant una taula mòbil en la qual es munta la peça que es vol mecanitzar. Hi ha fresadores en què la peça resta estàtica i es mou el capçal de la màquina. També existeixen fresadores en les quals alguns dels desplaçaments els fa la peça i altres el capçal de la màquina Les màquines es poden operar tant manualment com mitjançant control numèric per ordinador.
Inventades a principis del segle xix, les fresadores s'han convertit en màquines bàsiques per al sector de la mecanització. Gràcies a la incorporació del control numèric (a partir de la Segona Guerra Mundial), van convertir-se en màquines eines molt polivalents, per la varietat de mecanitzacions que poden realitzar i la flexibilitat que permeten en el procés de fabricació. La diversitat de processos mecànics i l'augment de la competitivitat global han donat lloc a una àmplia varietat de fresadores que, encara que tenen una base comuna, es diferencien notablement segons el sector industrial en el qual s'utilitzin. Així mateix, els progressos tècnics de disseny i qualitat que s'han realitzat en les eines de fresar (freses i fresolins), han fet possible l'implemetació de paràmetres de tall molt alts, la qual cosa comporta una reducció dràstica dels temps de mecanització.
La utilització de fresadores requereix personal qualificat professionalment, sigui programador, preparador o fresador, a causa de la complexitat de les operacions, així com la varietat de màquines, d'eines, de primera matèria i de mecanitzats. Tot i això, el nombre d'operacions manuals s'ha reduït força gràcies a l'automatització. Degut als elements mòbils i tallants, així com líquids tòxics per la refrigeració i lubricació, cal un rigor de treball per preservar la seguretat i salut de les persones treballadores, evitar danys a les màquines i minimitzar el nombre de peces de rebuig.

## Història

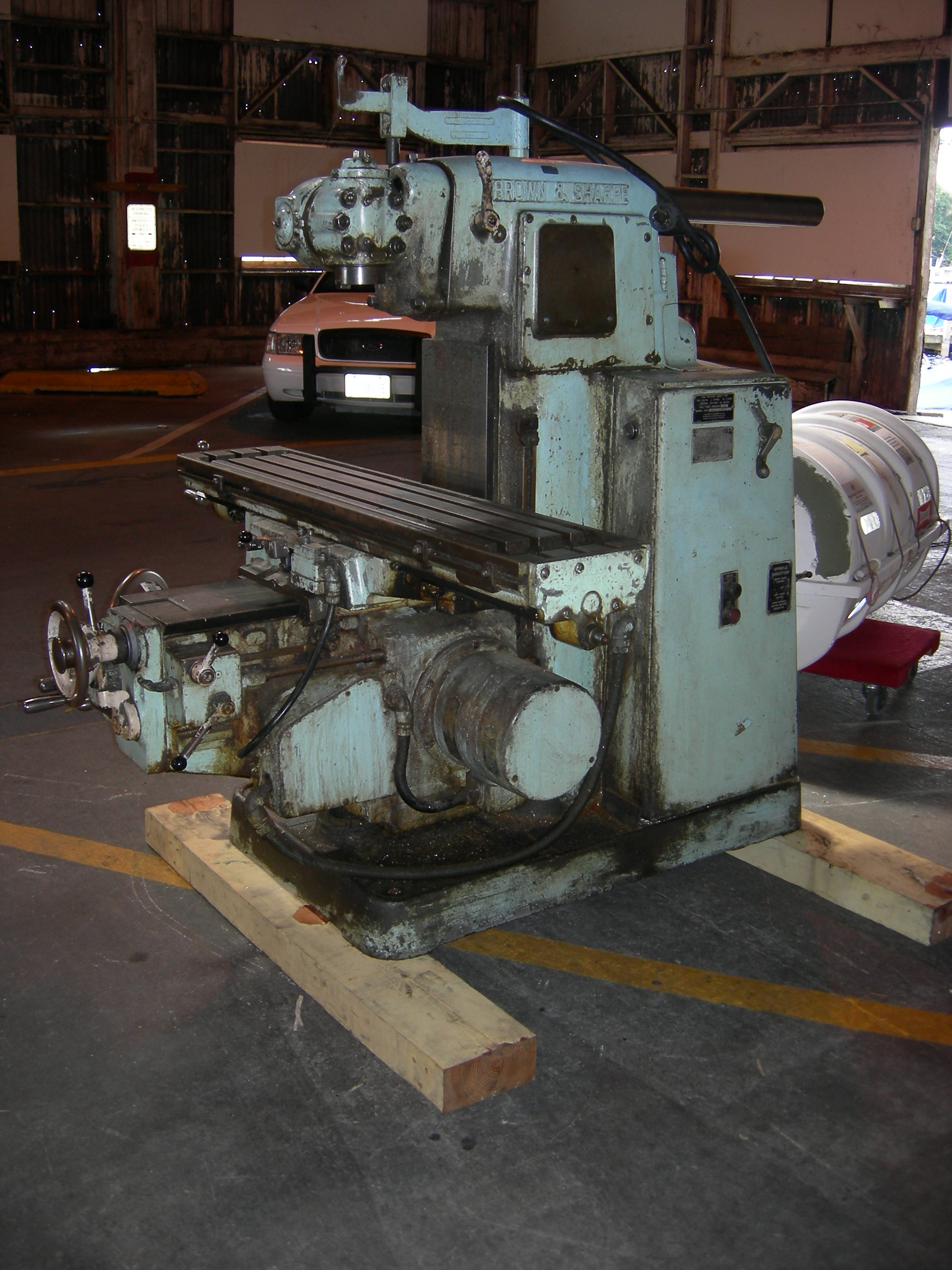
Fresadora universal antiga.

La primera màquina de fresar va ser dissenyada pel nord-americà Eli Whitney amb la finalitat d'agilitzar la construcció de fusells, a l'estat de Connecticut. El primer exemplar es va construir el 1818. Aquesta màquina es conserva al Mechanical Engineering Museum de la Universitat Yale. En la dècada de 1830, l'empresa Gai & Silver va construir una fresadora que incorporava el mecanisme de regulació vertical i un suport per a l'eix portaeines.
El 1848 l'enginyer americà Frederick. W. Howe va dissenyar i fabricar per a l'empresa Robbins & Lawrence la primera fresadora universal que incorporava un dispositiu de copiat de perfils. Per aquestes mateixes dates es va donar a conèixer la fresadora Lincoln, que incorporava un pont cilíndric, regulable en sentit vertical. A mitjan segle xix es va iniciar la construcció de fresadores verticals. Concretament, al museu Conservatoire National des Arts et Métiers de París, es conserva una fresadora vertical construïda el 1857.
La primera fresadora universal equipada amb plat divisor, que permetia la fabricació d'engranatges rectes i helicoidals, va ser fabricada per Brown & Sharpe en 1853, per iniciativa i a instàncies de Frederick W. Howe, i va ser presentada en l'Exposició Universal de París de 1867. En 1884 l'empresa americana Cincinnati va construir una fresadora universal que incorporava un pont cilíndric posicionat de manera axial. El 1874, el constructor francès de màquines-eina Pierre Philippe Huré va dissenyar una màquina de doble eix, vertical i horitzontal que es posicionaven mitjançant gir manual.
El 1894 el francès R. Huré va dissenyar un capçal universal amb el qual es poden realitzar diferents mecanitzacions amb variades posicions de l'eina. Aquest tipus de capçal, amb lleugeres modificacions, és un dels accessoris més utilitzats avui dia en les fresadores universals. El 1938 sorgeix la companyia Bridgeport Machines, Inc. a Bridgeport, Connecticut, que a les dècades posteriors es fa famosa per les seves fresadores verticals de grandària petita i mitjana.

### Introducció del control numèric
El primer desenvolupament a l'àrea del control numèric per computadora (CNC) ho va realitzar l'inventor nord-americà John T. Parsons (Detroit (1913-2007) juntament amb el seu empleat Frank L. Stulen, en la dècada de 1940. El concepte de control numèric implicava l'ús de dades en un sistema de referència per definir les superfícies de contorn de les hèlixs d'un helicòpter. L'aplicació del control numèric abasta gran varietat de processos. Es divideixen les aplicacions en dues categories: les aplicacions amb màquina eina, tals com trepat, fresat, laminatge o tornejat; i les aplicacions sense màquina eina, tals com l'assemblatge, traçat, oxitall, o calibratge.
El principi d'operació comuna de totes les aplicacions del control numèric és el control de la posició relativa d'una eina o element de processat pel que fa a l'objecte a processar. Al principi els desplaçaments eren de punt a punt, i s'utilitzaven bàsicament en perforadores. La invenció de les funcions d'interpolació lineal i circular i el canvi automàtic d'eines va fer possible la construcció d'una generació de màquines eines amb les quals es trepa, rosca, fresa i fins i tot es torneja, i que han passat a denominar-se centres de mecanització en comptes de fresadores pròpiament dites.

## Control numèric per computadora en fresadores

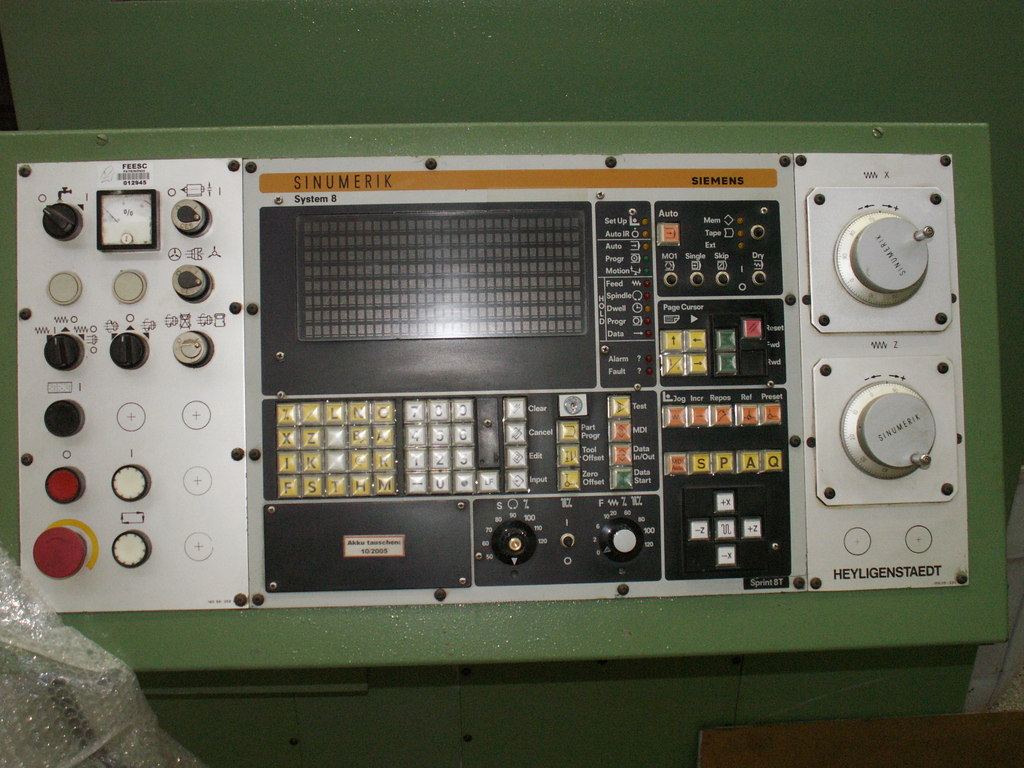
Consola de control numèric.

Les fresadores amb control numèric per computadora (CNC) són un exemple d'automatització programable. Es van dissenyar per adaptar les variacions en la configuració de productes. La seva principal aplicació se centra en volums de producció mitjans de peces senzilles i en volums de producció mitjans i baixos de peces complexes, permetent realitzar mecanitzacions de precisió amb la facilitat que representa canviar d'un model de peça a una altra mitjançant la inserció del programa corresponent i de les noves eines que s'hagin d'utilitzar, així com el sistema de subjecció de les peces. Utilitzant el control numèric, l'equip de processament es controla a través d'un programari que utilitza nombres, lletres i altres símbols, (per exemple, els anomenats codis G i M). Aquests nombres, lletres i símbols, els quals arriben a incloure &, %, $ i " (cometes), estan codificats en un format apropiat per definir un programa d'instruccions per desenvolupar una tasca concreta. Quan la tasca en qüestió varia es canvia el programa d'instruccions. En les grans produccions en sèrie, el control numèric resulta útil per a la robotització de l'alimentació i retirada de les peces mecanitzades.
Les fresadores universals modernes compten amb dispositius electrònics que permeten visualitzar les posicions de les eines, i així es facilita millor la lectura de cotes en els seus desplaçaments. Així mateix, en moltes fresadores s'hi incorpora un sistema de control numèric per computadora (CNC) que permet automatitzar el seu treball. També poden incorporar un mecanisme de copiat per a diferents perfils de mecanització.
Existeixen diversos llenguatges de programació CNC per a fresadores, tots ells de programació numèrica, entre els quals destaquen el llenguatge normalitzat internacional ISO i els llenguatges Heidenhain, Fagor i Siemens. Per desenvolupar un programa de CNC, habitualment, s'utilitzen simuladors que permeten comprovar de manera virtual la seqüència d'operacions programades.

### Camp d'aplicació del control numèric
L'aplicació de sistemes de control numèric per computadora en les màquines-eina permet augmentar la productivitat respecte a les màquines convencionals, i ha fet possible efectuar operacions de conformat que són impossibles de realitzar amb un elevat grau de precisió dimensional en màquines convencionals, per exemple la realització de superfícies esfèriques. L'ús del control numèric incideix favorablement en els costos de producció, en propiciar la reducció del nombre de tipus de màquines utilitzades en un taller de mecanització, mantenint o millorant la seva qualitat.
Els processos que utilitzen màquines eina de control numèric tenen un cost horari superior a les màquines convencionals, però inferior als processos que utilitzen màquines especials amb mecanismes de transferència (transfert), que permeten l'alimentació i retirada de peces de forma automatitzada. En el mateix sentit, els temps de preparació per a un lot són majors en una màquina de control numèric que en una màquina convencional, perquè es necessita preparar la programació de control numèric de les operacions del procés. No obstant això, els temps d'operació són menors en una màquina de control numèric que en una màquina convencional, per la qual cosa, a partir de cert nombre de peces en un lot, la mecanització és més econòmica utilitzant el control numèric. No obstant això, per a lots grans, el procés és més econòmic utilitzant màquines especialitzades amb mecanismes de transferència.

## Tipus de fresadores

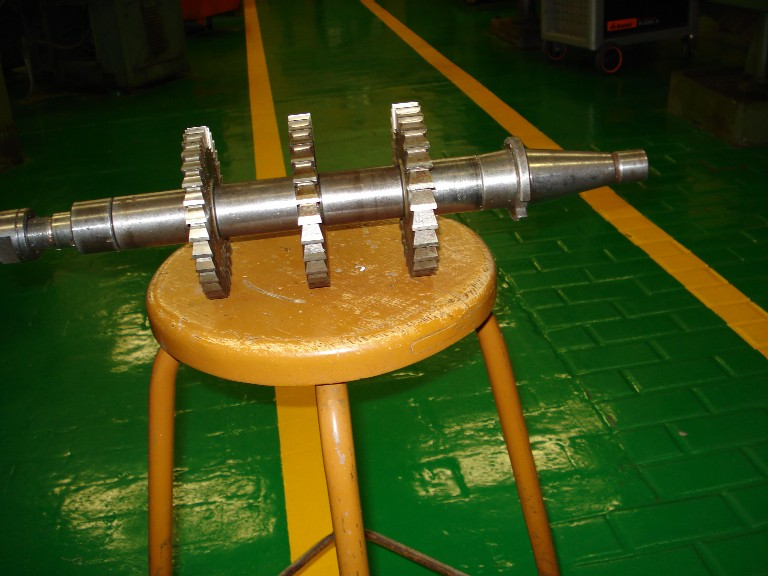
Tren de fresat.

Les fresadores poden classificar-se segons diversos aspectes, com l'orientació de l'eix de gir o el nombre d'eixos d'operació. A continuació, s'indiquen les classificacions més usuals.

### Fresadores segons l'orientació de l'eina
Depenent de l'orientació de l'eix de gir de l'eina de tall, es distingeixen tres tipus de fresadores: horitzontals, verticals i universals.
Una fresadora horitzontal utilitza freses cilíndriques, que es munten sobre un eix horitzontal accionat pel capçal de la màquina i recolzat per un extrem sobre aquest capçal, i per l'altre sobre un rodament situat en el pont lliscant anomenat carner. Aquesta màquina permet realitzar principalment treballs de ranurat, amb diferents perfils o formes de les ranures. Quan les operacions a realitzar ho permeten, principalment en fer diverses ranures paral·leles, pot augmentar-se la productivitat muntant en l'eix portafreses diverses freses conjuntament formant un tren de fresat. La profunditat màxima d'una ranura està limitada per la diferència entre el radi exterior de la fresa i el radi exterior dels casquets de separació que la subjecten a l'eix portafreses.

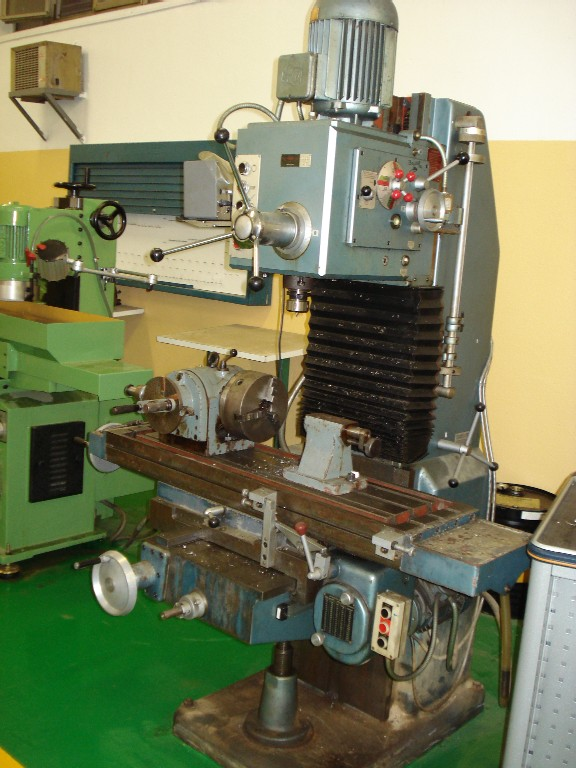
Fresadora vertical.

En una fresadora vertical, l'eix està orientat verticalment, perpendicular a la taula de treball. Les freses de tall es munten en l'eix i giren sobre el seu eix. En general, pot desplaçar-se verticalment o bé el capçal, o bé la taula, la qual cosa permet aprofundir el tall. Hi ha dos tipus de fresadores verticals: les fresadores de banc fix o de bancada i les fresadores de torreta o de consola. En les fresadores de banc fix la taula es mou només perpendicularment al capçal, mentre que el capçal en si es mou paral·lelament al seu propi eix. En una fresadora de torreta, en canvi, el capçal roman estacionat durant les operacions de tall i la taula es mou tant horitzontalment com verticalment.
Una fresadora universal té un capçal principal per a l'acoblament d'eixos portafreses horitzontals i un capçal que s'acobla a aquest capçal i que converteix la màquina en una fresadora vertical. El seu àmbit d'aplicació està limitat principalment pel cost i per la grandària de les peces que es poden treballar. En les fresadores universals, igual que en les horitzontals, el pont és lliscant, conegut en l'argot com a carner, pot desplaçar-se de davant a darrere i viceversa sobre unes guies.

### Fresadores especials
A més a més de les fresadores tradicionals, existeixen altres fresadores amb característiques especials que poden classificar-se en determinats grups. No obstant això, les formes constructives d'aquestes màquines varien substancialment d'unes a unes altres dins de cada grup, a causa de les necessitats de cada procés de fabricació.
Les fresadores circulars tenen una àmplia taula circular giratòria, per sobre de la qual es desplaça el carro portafreses, que pot tenir un o diversos capçals verticals, per exemple un per a operacions de desbast i un altre per a operacions d'acabat. A més poden muntar-se i desmuntar-se peces en una part de la taula mentre es mecanitzen peces en l'altre costat.
Les fresadores copiadores disposen de dues taules: una de treball, sobre la qual se subjecta la peça a mecanitzar, i una altra auxiliar sobre la qual es col·loca un model. L'eix vertical de l'eina està suspès d'un mecanisme amb forma de pantògraf, connectat també a un palpador sobre la taula auxiliar. En seguir amb el palpador el contorn del model, es defineix el moviment de l'eina que mecanitza la peça. Altres fresadores copiadores utilitzen, en lloc d'un sistema mecànic de seguiment, sistemes hidràulics, electro-hidràulics o electrònics.
En les fresadores de pòrtic, també conegudes com a fresadores de pont, el capçal portafreses vertical es troba sobre una estructura amb dues columnes situades en costats oposats de la taula. L'eina pot moure's verticalment i transversalment i la peça pot moure's longitudinalment. Algunes d'aquestes fresadores disposen també a cada costat de la taula sengles capçals horitzontals, que poden desplaçar-se verticalment en les seves respectives columnes, a més de poder perllongar els seus eixos de treball horitzontalment. S'utilitzen per mecanitzar peces de grans dimensions.
En les fresadores de pont mòbil, en comptes de moure's la taula, es mou l'eina en una estructura similar a un pont grua. S'utilitzen principalment per mecanitzar peces de grans dimensions.
Una fresadora per a fusta és una màquina portàtil que utilitza una eina rotativa per realitzar fresats en superfícies planes de fusta. Són emprades en bricolatge i ebenisteria per realitzar ranurats, com la cudornella o encadellat; caixeres, com els necessaris per allotjar panys o frontisses en les portes; i perfils, com motlluras. Les eines de tall que utilitzen són freses per a fusta, amb dents majors i més espaiats que els que tenen les freses per a metall.

### Fresadores segons el nombre d'eixos
Les fresadores poden classificar-se en funció del nombre de graus de llibertat que poden variar durant l'operació d'arrencada de ferritja.
- Fresadora de tres eixos. Pot controlar-se el moviment relatiu entre peça i eina en els tres eixos d'un sistema cartesià.
- Fresadora de quatre eixos. A més del moviment relatiu entre peça i eina en tres eixos, es pot controlar el gir de la peça sobre un eix, com amb un mecanisme divisor o un plat giratori. S'utilitzen per generar superfícies amb un patró cilíndric, com engranatges o eixos estriats.
- Fresadora de cinc eixos. A més del moviment relatiu entre peça i eina en tres eixos, es pot controlar o bé el gir de la peça sobre dos eixos, un perpendicular a l'eix de l'eina i un altre paral·lel a ella (com amb un mecanisme divisor i un plat giratori en una fresadora vertical), o bé el gir de la peça sobre un eix horitzontal i la inclinació de l'eina al voltant d'un eix perpendicular a l'anterior. S'utilitzen per generar formes complexes, com el rodete d'una turbina Francis.[7]

## Moviments

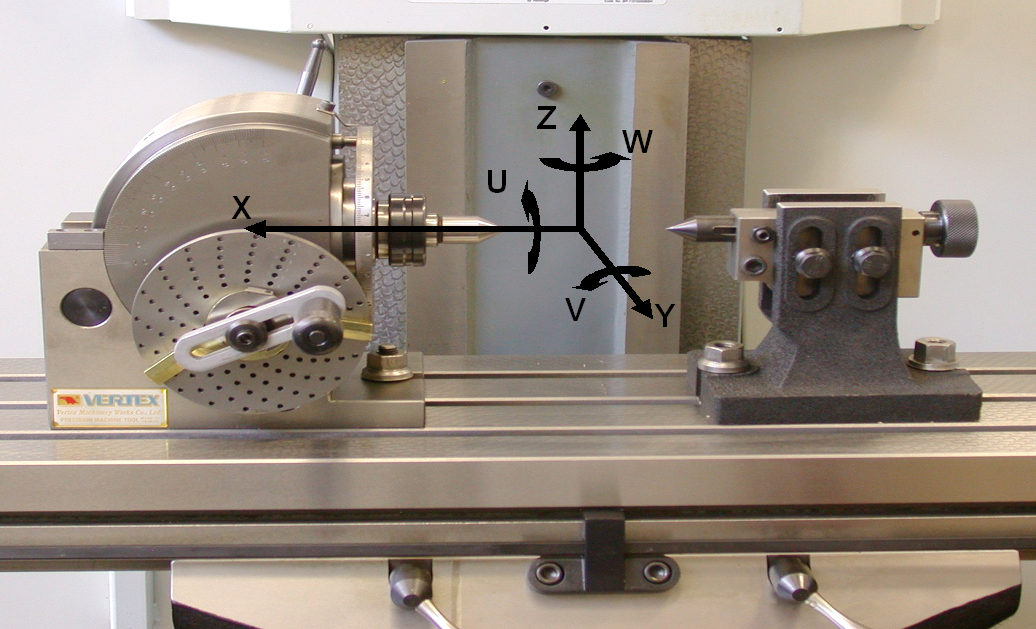
Eixos possibles en una fresadora.

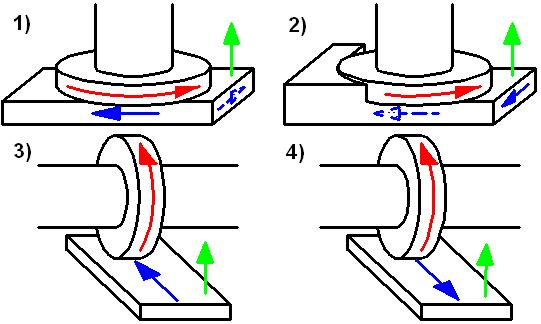
Moviments bàsics de fresat.
1. Fresat frontal
2. Fresat frontal i tangencial
3. Fresat tangencial en oposició.
4. Fresat tangencial en concordança.
Moviment de tall.
Moviment d'avanç.
Moviment de profunditat de passada.

### Moviments de l'eina
El principal moviment de l'eina és el gir sobre el seu eix. En algunes fresadores també és possible variar la inclinació de l'eina o, fins i tot, perllongar la seva posició al llarg del seu eix de gir. En les fresadores de pont mòbil tots els moviments els realitza l'eina mentre la peça roman immòbil.

### Moviments de la taula
La taula de treball es pot desplaçar de forma manual o automàtica amb velocitats d'avanç de mecanització o amb velocitats d'avanç ràpid en buit. Per a això compta amb una caixa d'avanços expressats de mm/minut, en la qual és possible seleccionar l'avanç de treball adequat a les condicions tecnològiques de mecanització.
- Moviment longitudinal: segons l'eix X, que correspon habitualment al moviment de treball. Per facilitar la subjecció de les peces la taula està dotada d'unes ranures en forma de T per permetre la fixació de mordasses o altres elements de subjecció de les peces i, a més, pot inclinar-se per al tallat d'angles. Aquesta taula pot avançar de forma automàtica d'acord amb les condicions de tall que permeti la mecanització.
- Moviment transversal: segons l'eix I, que correspon al desplaçament transversal de la taula de treball. S'utilitza bàsicament per posicionar l'eina de fresar en la posició correcta.
- Moviment vertical: segons l'eix Z, que correspon al desplaçament vertical de la taula de treball. Amb el desplaçament d'aquest eix s'estableix la profunditat de tall del fresat.
- Gir respecte a un eix longitudinal: segons el grau de llibertat O. S'obté amb un capçal divisor o amb una taula oscil·lant.
- Gir respecte a un eix vertical: segons el grau de llibertat W. En algunes fresadores es pot girar la taula 45° a cada costat, en unes altres la taula pot donar voltes completes.

### Moviment relatiu entre peça i eina
El moviment relatiu entre la peça i l'eina pot classificar-se en tres tipus bàsics:
- El moviment de tall és el que realitza la punta de l'eina al voltant de l'eix del portaeines.
- El moviment d'avanç és el moviment d'aproximació de l'eina des de la zona tallada a la zona sense tallar.
- El moviment d'aprofundiment, de perforació o de profunditat de passada és un tipus de moviment d'avanç que es realitza per augmentar la profunditat del tall.

## Estructura, components i característiques

### Estructura d'una fresadora

Diagrama d'una fresadora horitzontal.
1: base. 2: columna. 3: mènsula (o consola). 4: carro transversal. 5: taula. 6: pont. 7: eix portafreses.

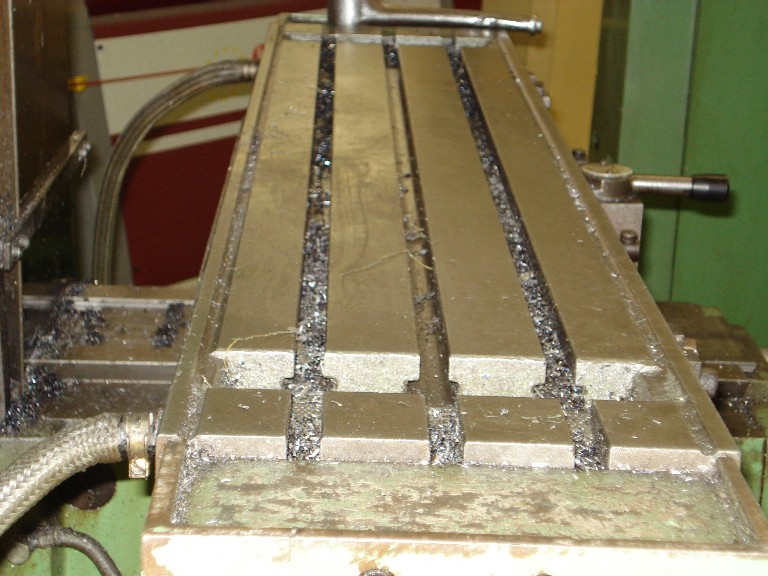
Detall de taula d'una fresadora.

Els components principals d'una fresadora són la base, el cos, la mènsula consola, el carro, la taula, el pont i l'eix de l'eina. La base permet un suport correcte de la fresadora en el sòl. El cos o bastidor té forma de columna i es recolza sobre la base o ambdues formen part de la mateixa peça. Habitualment, la base i la columna són de fosa aletejada i estabilitzada. La columna té en la part frontal unes guies temperades i rectificades per al moviment de la consola i uns comandaments per a l'accionament i control de la màquina.
La consola es llisca verticalment sobre les guies del cos i serveix de subjecció per a la taula. La taula té una superfície ranurada sobre la qual se subjecta la peça a conformar. La taula es recolza sobre dos carros que permeten el moviment longitudinal i transversal de la taula sobre la consola.
El pont és una peça recolzada en volada sobre el bastidor i en ell s'allotgen unes llunetes en què descansa l'eix portafreses. En la part superior del pont sol haver muntat un o diversos cargols d'armella per facilitar el transport de la màquina. El portafreses és el suport de l'eina i li transmet el moviment de rotació del mecanisme d'accionament allotjat a l'interior del bastidor. Aquest eix sol ser acer amb un aliatge al crom-vanadi per a eines.

### Característiques tècniques d'una fresadora
En seleccionar una fresadora per a la seva adquisició i per realitzar treballs amb ella, han de tenir-se en compte diverses característiques tècniques d'aquesta. La grandària de les peces a mecanitzar està limitada per les dimensions de la superfície de la taula i els recorreguts dels elements mòbils. Depenent de les operacions a realitzar, pot ser necessària la possibilitat de controlar diversos eixos alhora, com els proporcionats per taules giratòries o per capçals divisors, o fins i tot controlar aquests eixos de forma automàtica per CNC, per exemple per realitzar contornejats. En funció del material de la peça, de les eines de tall i de les toleràncies de fabricació requerides, és necessari utilitzar velocitats de tall i d'avanç diferents, la qual cosa pot fer necessària la possibilitat d'operar amb gammes de velocitats, amb velocitats màximes i potències suficients per aconseguir flexibilitat en el sistema de producció.
Els dispositius electrònics de control, des de la visualització de cotes fins al control numèric, permeten augmentar la productivitat i la precisió del procés productiu.
A més a més, una fresadora ha de tenir dispositius de seguretat, com a botons de parada d'emergència (col·loquialment coneguts com a bolets d'emergència), dispositiu de seguretat contra sobrecàrregues (que consisteix en un embragatge automàtic que desacobla el moviment de l'eina quan s'aconsegueix un límit de fricció o es venç l'acció d'uns molls; o bé en un sistema electrònic) i pantalles de protecció, que tenen la finalitat d'impossibilitar posar la mà en les parts en moviment, a més, de manera secunària, solen protegir contra la projecció de ferritja o parts de la peça o l'eina de tall.
Un altre aspecte a tenir en compte és el pes de la màquina, que influeix en el transport de la mateixa i les necessitats de fonamentació de la nau, perquè les vibracions estiguin controlades en nivells admissibles. Per a un bon funcionament de la màquina cal que les seves folgançes i imperfeccions dimensionals estiguin controlades i no excedeixin d'unes toleràncies determinades, per a això es realitzen inspeccions periòdiques. Les guies dels components lliscants, com els carros de taula o el pont, habitualment són trapezoïdals o amb forma de cua d'oreneta per aquest motiu. Les clavegueres d'accionament dels moviments lliscants són clavegueres de boles sense joc per disminuir les forces de fregament i així alentir el creixement de les folgances.

### Equipament d'una fresadora de control numèric

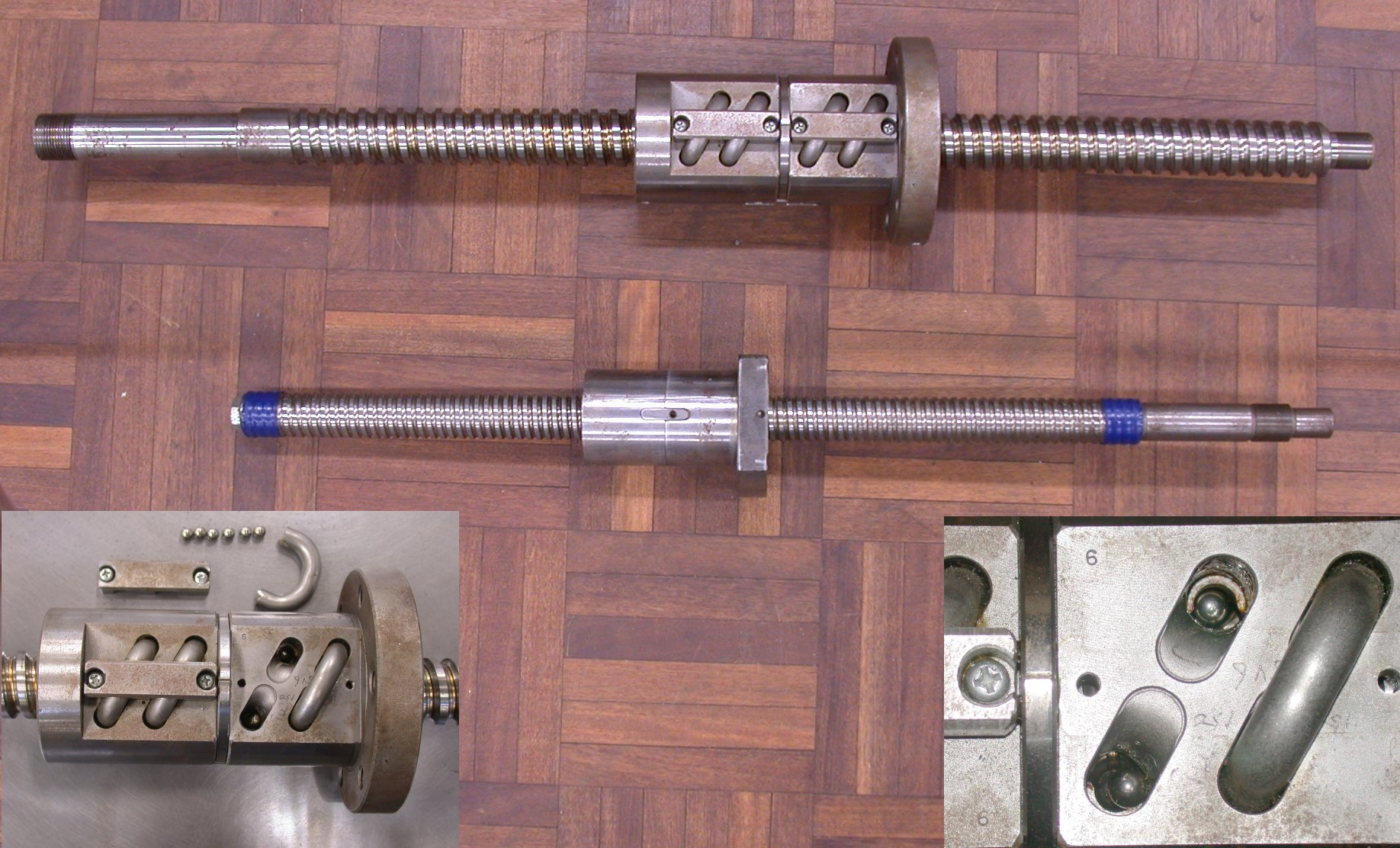
capçal de boles sense joc del moviment longitudinal de la taula.

Els equipaments de sèrie i opcionals que munten les fresadores actuals són molt variables en funció de les prestacions que tinguin.
Respecte al maneig de la informació, és necessari tenir en compte el tipus de llenguatge de programació que és possible utilitzar, la capacitat de memòria de la màquina per a un ús posterior dels programes emmagatzemats, així com la forma d'introducció i modificació dels programes: a peu de màquina, mitjançant dispositives d'emmagatzematge de dades (disquet o memòria USB), o mitjançant una targeta de xarxa.
La unitat central de procés (CPU, per les seves sigles en anglès) de la màquina controla accionaments rotatius, per a això s'utilitzen servomotorés que poden variar la seva velocitat en un rang continu. El moviment lineal dels carros de la taula s'obté transformant el moviment rotacional dels servomotors mitjançant capçals de boles sense joc.
La CPU obté dades del programa i dels sensorés instal·lats, els quals permeten establir una realimentació del control de les operacions. La precisió d'aquests sensors i la velocitat de processament de la CPU limiten la precisió dimensional que pot obtenir-se. El tipus de sensor utilitzat ha evolucionat amb el temps, sent, en l'actualitat, molt utilitzats els sensors d'efecte Hall per al control dels desplaçaments i girs realitzats. Per controlar la posició de l'origen del sistema de referència dels moviments realitzats i el desgast de l'eina s'utilitzen un o diversos palpadors o sondes de mesura. Un palpador és un dispositiu amb un plançó que acciona un polsador en fer contacte amb la peça o amb la taula de la màquina. També pot establir-se l'origen de coordenades realitzant un contacte en moviment de l'eina amb la zona a mecanitzar.
A més dels moviments de la peça i de l'eina, poden controlar-se de manera automatitzada altres paràmetres com l'eina emprada, que pot canviar-se des d'un magatzem d'eines instal·lat en la màquina, l'ús o no de fluid refrigerant o l'obertura i tancament de les portes de seguretat.

### Accessoris principals

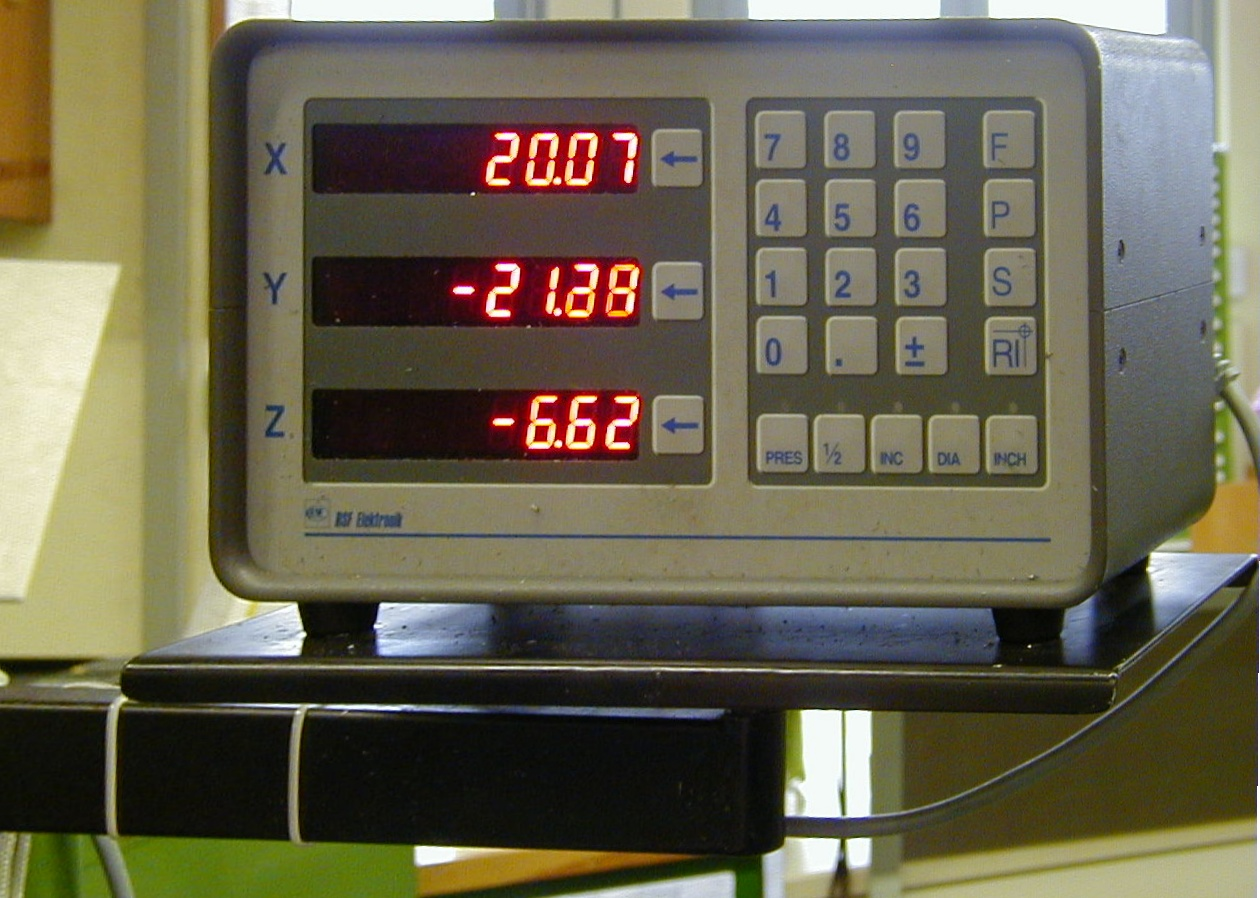
Visualitzador de les cotes dels eixos.

Existeixen diversos accessoris que s'instal·len en les fresadores per realitzar operacions de mecanització diferents o per a una utilització amb major rapidesa, precisió i seguretat:
- Dispositius d'addició d'eixos: capçal multiangular (permet orientar l'eix del portafreses), divisor universal amb contrapunt i joc d'engranatgfes i taula circular divisora.
- Dispositius per a subjecció de peces: plat universal de 3 arpes amb contraplat, contrapunt i llunetes; mordassa giratòria graduada i mordassa hidràulica.
- Dispositius per a subjecció d'eines: eixos porta-freses llargs i curts, eix porta-pinces i joc de pinces.
- Dispositius per a operacions especials: aparell de mortassar giratori, capçal de mandrinar.
- Dispositius de control: visualització digital de cotes i palpadores de mesura.

#### Subjecció d'eines

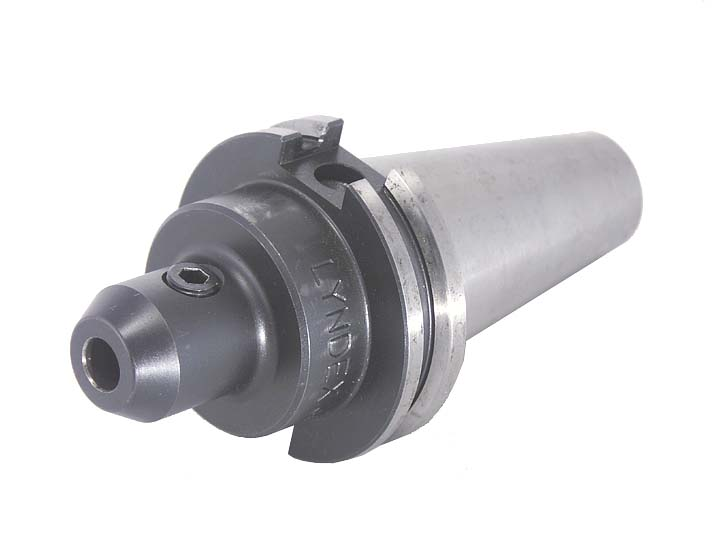
Adaptador CAT-40 amb presoner

Les freses poden classificar-se segons el mecanisme de subjecció al portafreses en freses amb mànec cònic, freses amb mànec cilíndric i freses per muntar en arbre.
Les freses amb mànec cònic, a excepció de les freses grans, en general es munten al portafreses utilitzant un mandril o un maniguet adaptador intermedi, l'allotjament del qual té la mateixa forma cònica que el mànec de la fresa. Les conicitats utilitzades solen ser les corresponents als cons ISO o als cons Morse, existint també altres tipus menys utilitzats en fresadores com els cons Brown i Sharpe.
Les freses amb mànec cilíndric es fixen al portafreses utilitzant mandrils amb pinces. Algunes freses tenen un forat en el mànec i es fixen emprant mànecs que s'adapten, d'una banda, a la fresa mitjançant un roscat o utilitzant un eix presoner, o, per l'altra banda disposen d'un con per muntar-se al capçal de la màquina.
Les freses per a muntatge sobre arbre tenen un forat central per allotjar l'eix portafreses, que el seu diàmetre està normalitzat. Aquestes freses disposen d'un xaveter per assegurar la rotació de l'eina i evitar que patinin. Per posicionar axialment aquestes freses en l'eix, s'empren unes camises separadores d'amplàries normalitzades. A més, en cas de necessitar-se, poden muntar-se diverses freses simultàniament en el que es denomina un tren de freses. Per al canvi manual dels eixos portafreses es recorre a sistemes clàssics d'amarratge amb tirant roscat, però cada vegada és més utilitzat l'estrenyi pneumàtic o hidràulic a causa de la rapidesa amb la qual es realitza el canvi.
Les fresadores de control numèric incorporen un magatzem d'eines i disposen d'un mecanisme que permet el canvi d'eines de forma automàtica segons les ordres programades.
Per poder orientar l'eina existeixen diversos tipus de dispositius, com el capçal Huré, el capçal Gambin o les platines orientables.

##### Capçal vertical universal

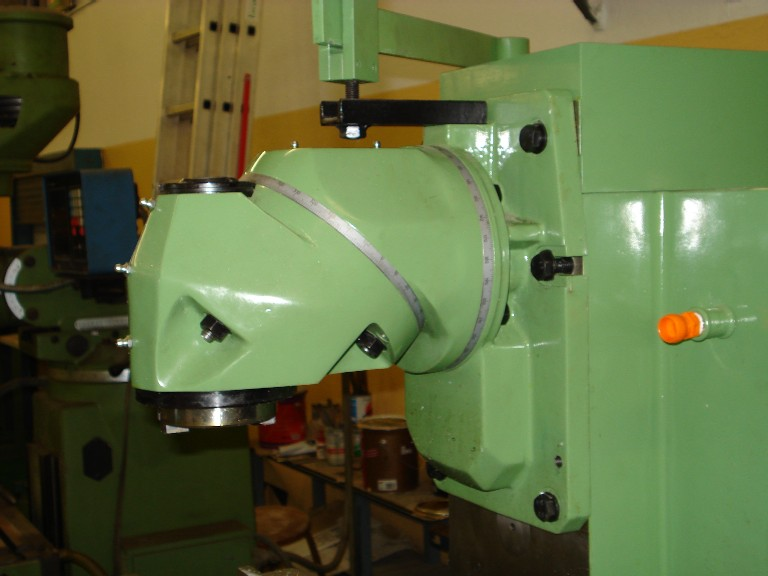
Capçal universal.

El capçal vertical universal Huré és un mecanisme que augmenta les prestacions d'una fresadora universal i és aplicable per al fresat horitzontal, vertical, radial en el pla vertical, angular (inclinat) en un pla vertical perpendicular a la taula de la fresadora i oblic o angular en el pla horitzontal. Aquest mecanisme és de gran aplicació en les fresadores universals i no es fa servir en les fresadores verticals.
Consta de dues parts: la primera, amb l'arbre portafreses, s'uneix amb l'altra part del capçal segons una corredissa circular inclinada 45° respecte a l'horitzontal, i la segona s'uneix mitjançant una corredissa circular vertical amb la part frontal de la columna de la fresadora, la qual s'acobla al capçal principal de la màquina. El capçal està creat per incorporar-li eines de fresar, broques i caps de frare mitjançant pinces, portabroques i altres elements de subjecció d'eines. La velocitat de gir del capçal d'aquest accessori és la mateixa que la de la del capçal principal de la fresadora. No són adequats per a les operacions amb eines grans de planejar.

#### Subjecció de peces

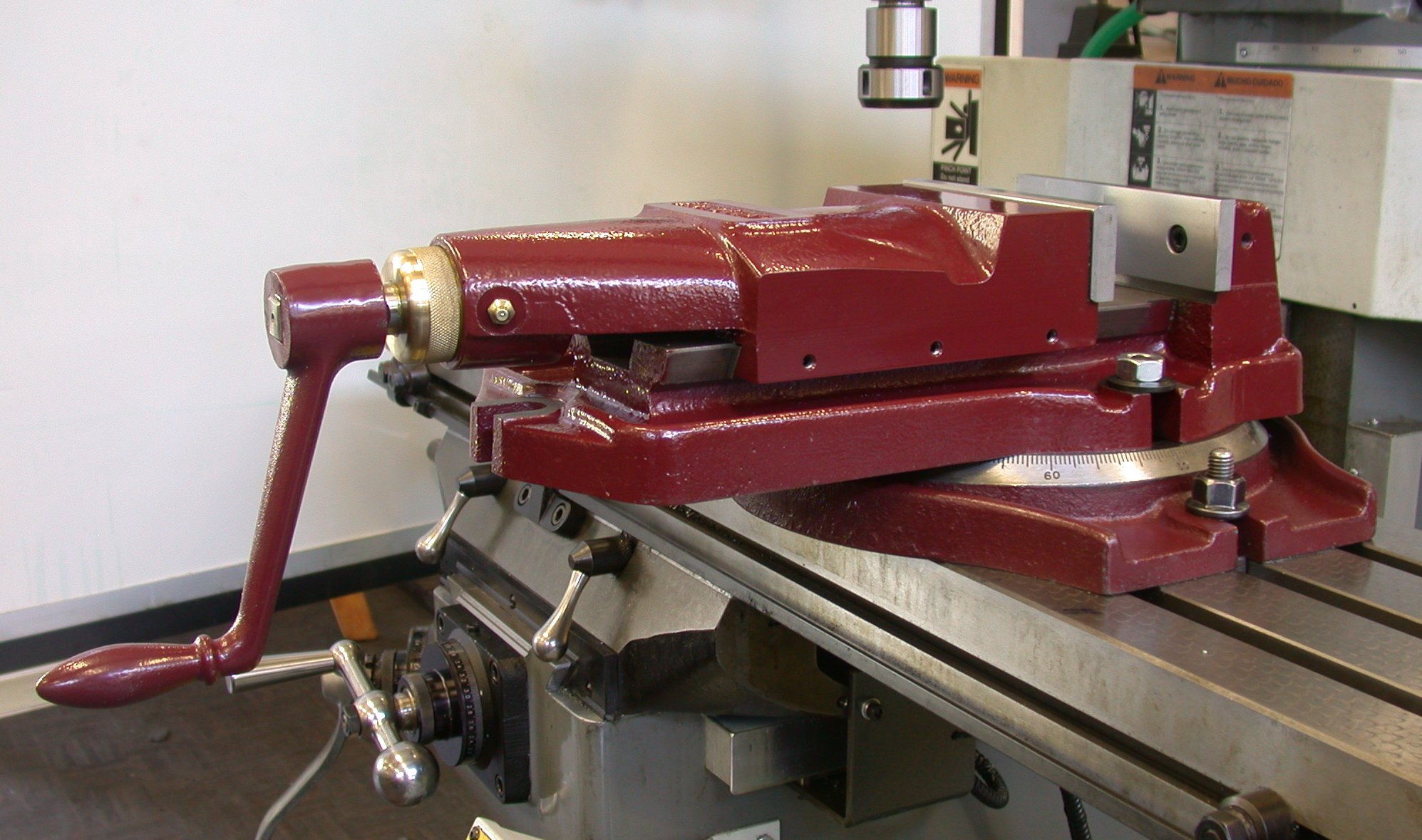
Mordassa per subjectar peces.

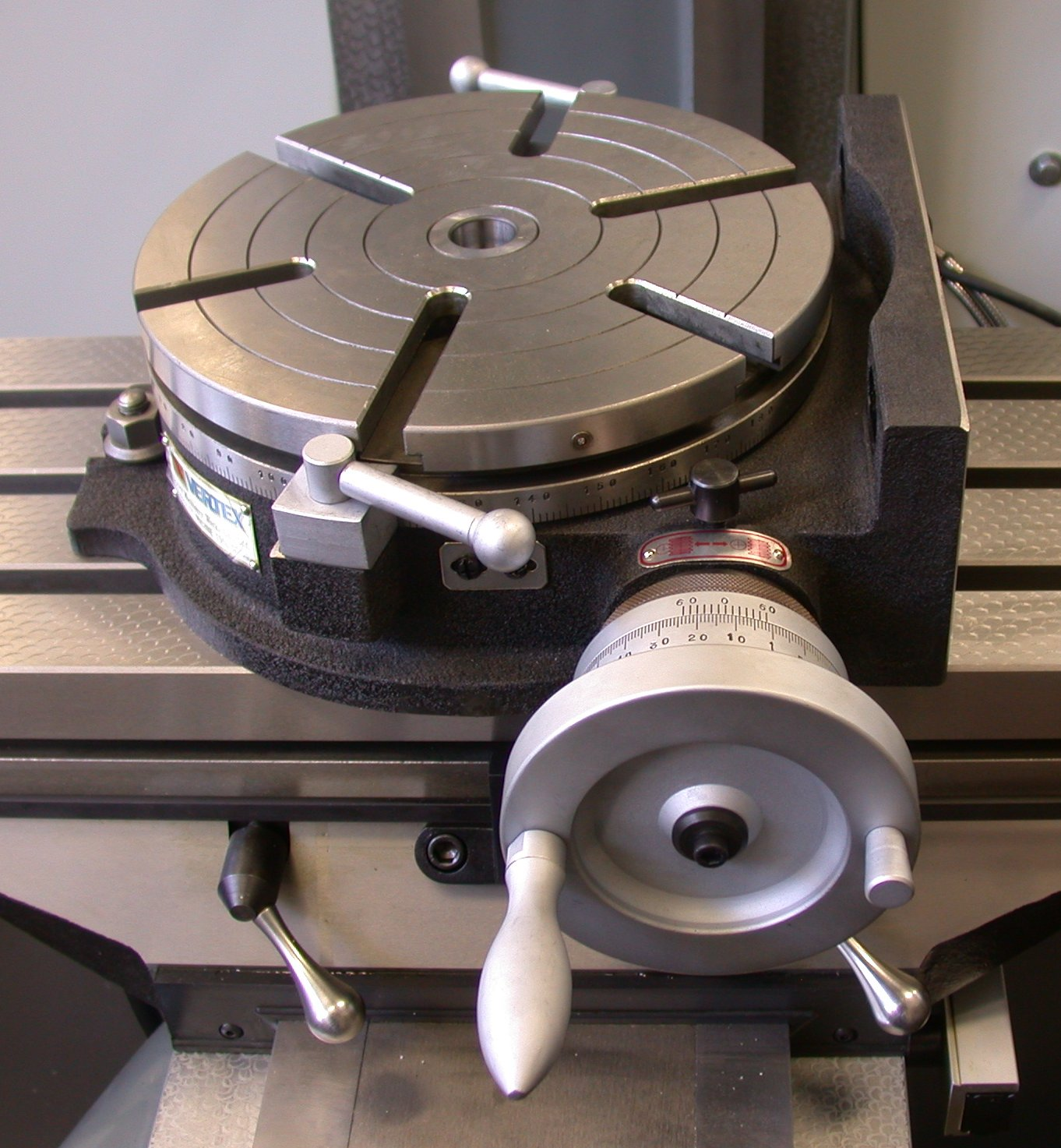
Mesa de treball giratòria.

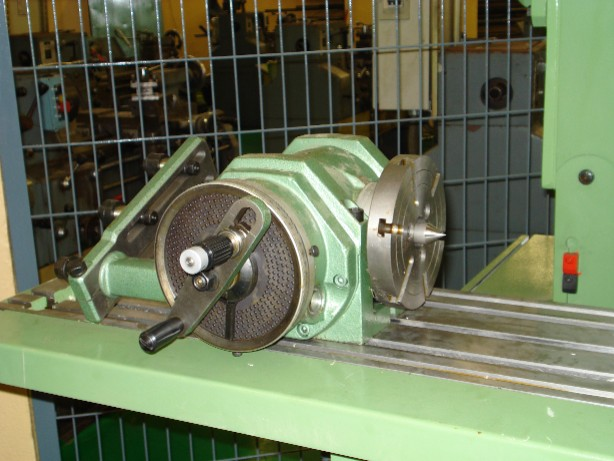
Mecanisme divisor universal.

Per aconseguir una correcta fixació de les peces en la taula de treball d'una fresadora s'utilitzen diversos dispositius. El sistema de subjecció que s'adopti ha de permetre que la càrrega i la descàrrega de les peces en la taula de treball siguin ràpides i precises, garantir la repetibilitat de les posicions de les peces i la seva amarri amb una rigidesa suficient. A més, el sistema de subjecció emprat ha de garantir que l'eina de tall pugui realitzar els recorreguts durant les operacions de tall sense col·lidir amb cap utillatge.
Existeixen dos tipus principals de dispositius de fixació: les brides i les mordasses, sent aquestes últimes les més usuals. Les mordasses empleades poden ser de base fixa o de base giratòria. Les mordasses de base giratòria estan muntades sobre un plat circular graduat. Les mordasses poden ser d'accionament manual o d'accionament hidràulic. Les mordasses hidràuliques permeten automatitzar l'obertura i el tancament de les mateixes així com la pressió d'estrenyiment. Les taules circulars, els plats giratoris i els mecanismes divisors són elements que es col·loquen entre la taula de la màquina i la peça per aconseguir orientar la peça en angles mesurables.
A més a més, hi ha altres dispositius que faciliten el suport com a ranures en V per fixar rodons o plaques angulars per realitzar xamfrans i utillatges de disseny especial. En fixar una peça llarga amb un mecanisme divisor pot utilitzar-se un contrapunt. Per a la fixació de les peces i els dispositius que s'utilitzen, les taules disposen d'unes ranures en forma de T en les quals s'introdueixen els cargols que fixen els utillatges i dispositius utilitzats. També és possible utilitzar dispositius magnètics que utilitzen imants.
Les fresadores de control numèric poden equipar-se amb dues taules de treball, la qual cosa fa possible la càrrega i descàrrega de les peces al mateix temps que s'està mecanitzant una nova peça amb el consegüent estalvi de temps. La col·locació o el gir de la taula o dels seus accessoris a la posició de treball poden programar-se amb funcions específiques als programes de control numèric.

##### Mecanisme divisor
Un mecanisme divisor és un accessori de les màquines fresadores i d'altres màquines eines com perforadores i mandrinadores. Aquest dispositiu es fixa sobre la taula de la màquina i permet realitzar operacions espaiades angularment respecte a un eix de la peça a mecanitzar. S'utilitza per a l'elaboració d'engranatges, prismes, caps de frare, eixos ranurats, etc.
La peça a mecanitzar s'acobla a l'eix de treball del divisor, entre el punt del divisor i un contrapunt. En fresar peces esveltes s'utilitzen també llunetes o suports d'altura regulable perquè les deformacions no siguin excessives. El divisor directe incorpora un disc o platet amb diverses circumferències concèntriques, en cadascuna de les quals hi ha un nombre diferent de forats espaiats regularment. En un d'aquests forats es posiciona un passador que gira sol amb la manovella de l'eix de comandament. Si el divisor està automatitzat, la divisió es realitza de forma automàtica, utilitzant un disc apropiat per a cada cas. Aquest sistema s'empra per mecanitzar grans quantitats d'eixos ranurats, per exemple. La relació de transmissió entre l'eix de comandament i l'eix de treball depèn del tipus de mecanisme divisor que s'utilitzi. Hi ha tres tipus de mecanismes divisors: divisor directe, divisor semiuniversal i divisor universal.
Un divisor directe té un arbre que, per un extrem té una punta cònica per centrar l'eix la peça, i per l'altre s'acciona directament per la manovella. Alguns d'aquests divisors, en comptes de tenir discos intercanviables amb forats circunferencials, tenen ranures perifèriques i el passador de retenció se situa perpendicularment a l'eix de comandament.
Un divisor semiuniversal es fa servir bàsicament per mecanitzar eixos i engranatges de moltes dents quan és possible establir una relació exacta entre el moviment de gir de la peça i el gir de la palanca sobre el platet de forats. Perquè això sigui possible, aquest tipus de divisor incorpora un mecanisme interior de cargol sense fi i roda helicoidal que la seva relació de transmissió (i) usualment és de 40:1 o 60:1, així com diversos discos intercanviables. En aquests casos, la manovella de comandament ha de donar 40 o 60 voltes per completar una volta en l'eix de treball del divisor. Per girar l'eix de treball una fracció de tornada de valor determinat ha de calcular-se prèviament el gir que ha de realitzar la manovella. Per exemple, per al tallat d'un pinyó de 20 dents, la manovella ha de girar 40/20 = 2 voltes per avançar d'una dent a la següent. Si es desitja tallar un engranatge de 33 dents, la solució és 40/33 = 1+7/33, amb la qual cosa cal instal·lar un platet que tingui 33 forats i caldrà donar un gir a la manovella d'una volta completa més 7 forats del platet de 33 forats.
El divisor universal és de constitució semblant al divisor semiuniversal i es diferencia d'aquest últim en què incorpora un tren exterior d'engranatges intercanviables que permet realitzar la divisió diferencial i tallar engranatges helicoidals quan s'estableix una relació de gir del plat divisor amb l'avanç de la taula de la fresadora. La divisió diferencial es fa servir quan l'engranatge que es desitja tallar té un nombre de dents que no és possible fer-ho de forma directa amb els platerets disponibles perquè no es disposa del nombre de forats que puguin aconseguir un quocient exacte entre el gir de l'eix del divisor i el de la manovella del platet.
Per a la mecanització de grans produccions d'eixos ranurats o caps de frare, existeixen mecanismes divisors automàtics amb discos Ranurats segons el nombre d'estries dels eixos. Aquests discos agiliten el treball de forma considerable. El tallat d'engranatges amb aquests mecanismes amb prou feines es fa servir en l'actualitat perquè existeixen màquines per al tallat d'engranatges que aconsegueixen majors nivells de qualitat i productivitat. Algunes fresadores modernes de control numèric (CNC), disposen de taules giratòries o capçals orientables perquè les peces puguin ser mecanitzades per diferents plànols i angles d'aproximació, la qual cosa fa innecessari utilitzar el mecanisme divisor en aquestes màquines.

### Eines

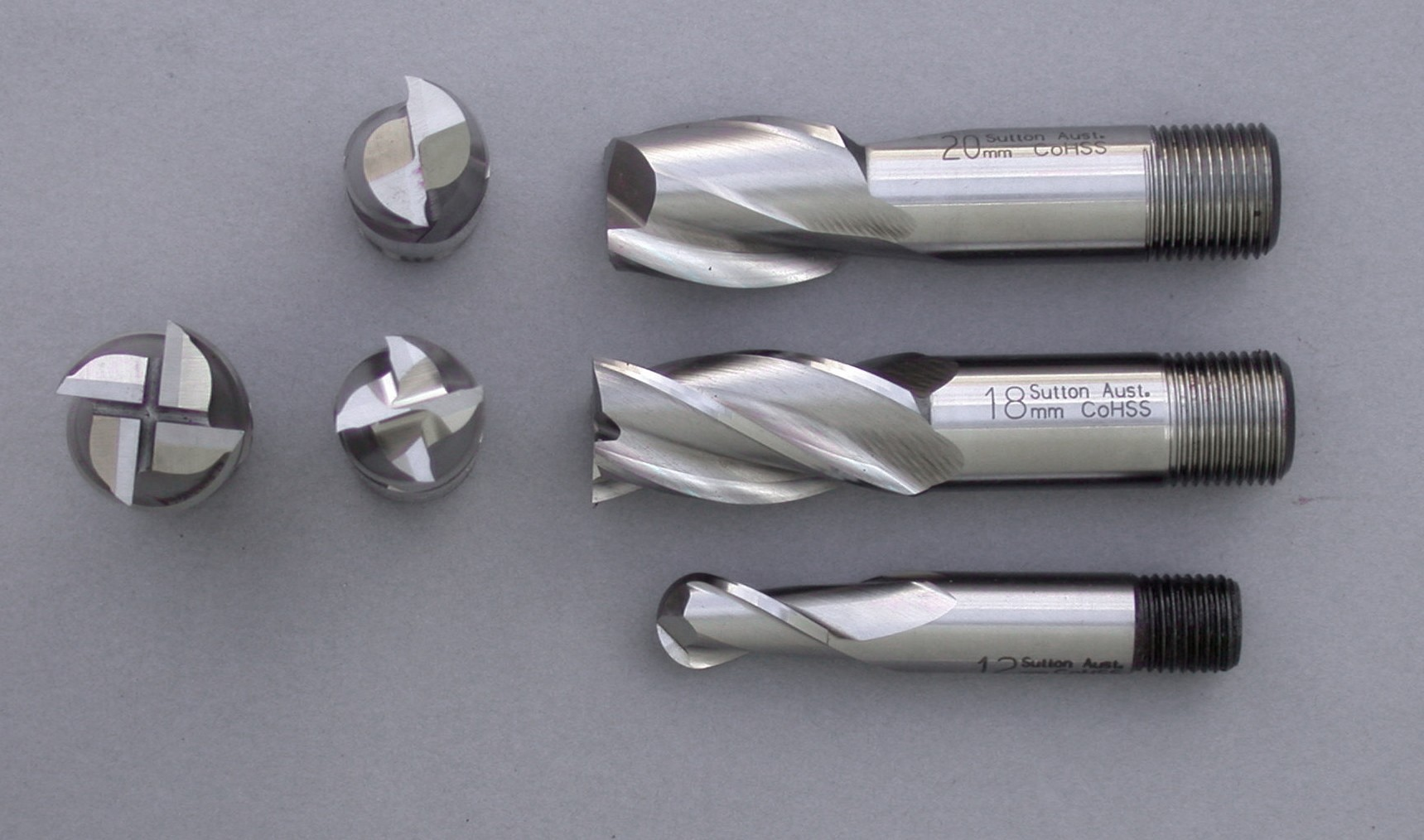
freses cilíndriques per a diverses aplicacions.

Les eines de tall més utilitzades en una fresadora es denominen freses, encara que també poden utilitzar-se altres eines per dur a terme operacions diferents del fresat, com broques per trepar o cap de frare. Les freses són eines de tall de forma, material i dimensions molt variades d'acord amb el tipus de fresat que es vulgui realitzar. Una fresa està determinada pel seu diàmetre, la seva forma, material constituent, nombre de llavis o dents que tingui i el sistema de subjecció a la màquina.
Els llavis tallants de les freses d'acer ràpid (HSS) poden ser rectilinis o helicoidals, i les freses que munten plaquetes intercanviables són de carbur metàl·lic com el carbur de tungstè, conegut com a widia, de metalceràmica o, en casos especials, de nitrur de bor cúbic (CBN) o de diamant policristal·lí (PDC). En general, els materials més durs en els talls permeten utilitzar majors velocitats de tall, però en ser menys tenaces, exigeixen una velocitat d'avanç menor. El nombre de llavis o plaquetes de les freses depèn del seu diàmetre, de la quantitat de ferritja que ha d'arrencar, de la duresa del material i del tipus de fresa.

#### Característiques de les plaquetes inseribles

fresa de planejar amb plaquetes inseribles quadrades.

fresa de perfilar amb plaquetes rodones.

La qualitat de les plaquetes inseribles se selecciona tenint en compte el material de la peça, el tipus d'aplicació i les condicions de mecanització. La varietat de les formes de les plaquetes és gran i està normalitzada. Així mateix, la varietat de materials de les eines modernes és considerable i està subjecta a un desenvolupament continu. Els principals materials de les plaquetes de metall dur para fresat són els que es mostren en la següent taula:
| Material                 | Símbol     |
| ------------------------ | ---------- |
| Metalls durs recoberts   | HC         |
| Metalls durs             | H          |
| Cermets                  | HT, HC     |
| Ceràmiques               | CA, CN, CC |
| Nitrur de bor cúbic      | BN         |
| Diamants policristalinos | DP, HC     |

L'adequació dels diferents tipus de plaquetes segons sigui el material a mecanitzar s'indiquen a continuació i es classifiquen segons una norma ISO/ANSI, per indicar les aplicacions amb relació a la resistència i la tenacitat que tenen:
| SÈRIE   | ISO                        | Característiques |
| Sèrie P | ISO 01, 10, 20, 30, 40, 50 | Ideals per a la mecanització d'acer, acer fos, i acer mal·leable de ferritja llarga                                                                |
| Sèrie M | ISO 10, 20, 30, 40         | Ideals per fresar acer inoxidable, ferrític i martensític, acer fos, acer al manganès, fosa alejada, fosa mal·leable i acer de fàcil mecanització. |
| Sèrie K | ISO 01, 10, 20, 30         | Ideal per al fresat de fosa grisa, fosa en conquilla, i fosa mal·leable de ferritja curta.                                                         |
| Sèrie N | ISO 01, 10. 20, 30         | Ideal per al fresat de metalls no-ferris. |
| Sèrie S |                            | Poden ser de base de níquel o de base de titani. Ideals per a la mecanització d'aliatges termorresistents i súperaleacions.                        |
| Sèrie H | ISO 01, 10, 20, 30         | Ideal per al fresat de materials endurits. |

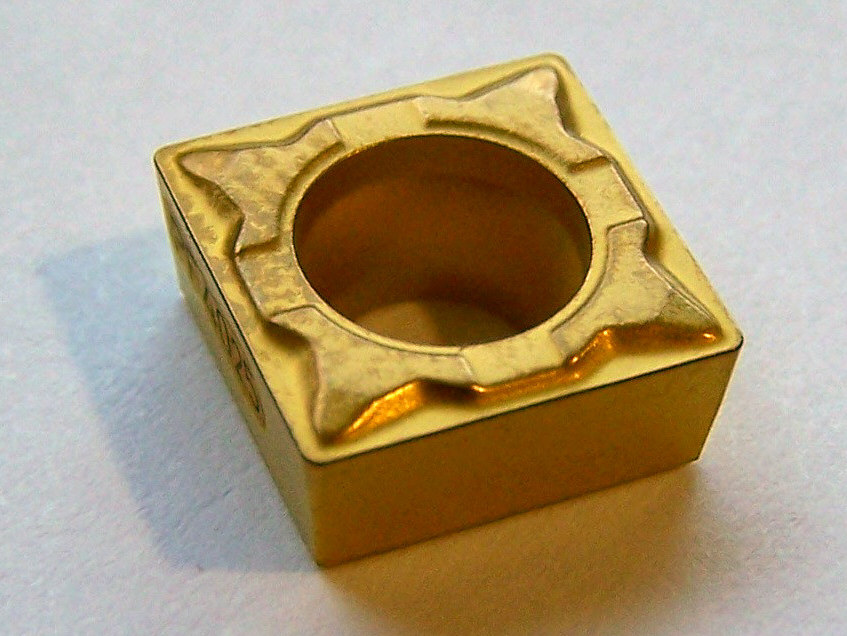
Plaqueta de widia quadrada.

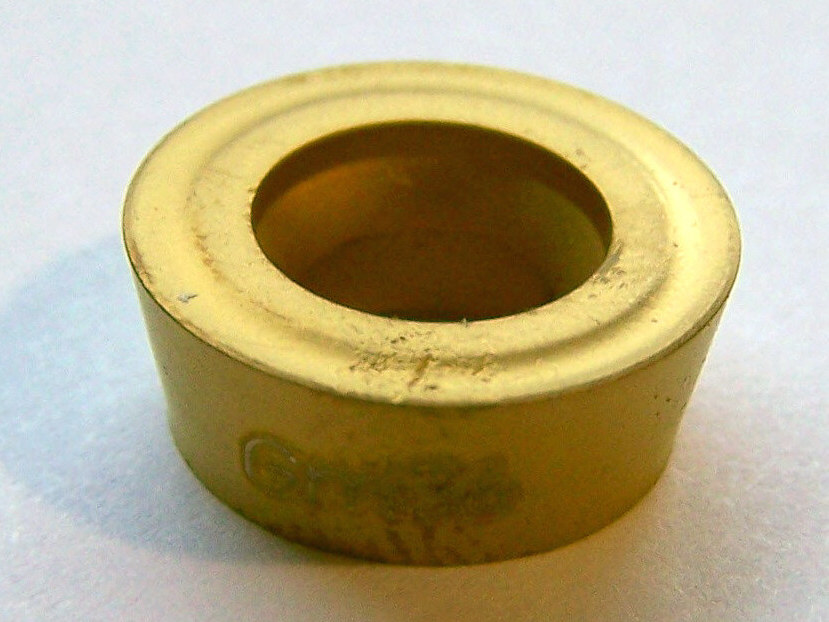
Plaqueta de widia rodona.

Com hi ha tanta varietat en les formes geomètriques, grandàries i angles de tall, existeix una codificació normalitzada per l'Organització Internacional d'Estandardització (ISO 1832) que està composta de quatre lletres i sis nombres, en els quals cadascuna d'aquestes lletres i nombres indica una característica determinada del tipus de plaqueta corresponent:
Exemple de codi de plaqueta: SNMG 160408 HC
| Primera lletra | Forma geomètrica |
| -------------- | ---------------- |
| C              | Ròmbica 80º      |
| D              | Ròmbica 55º      |
| L              | Rectangular      |
| R              | Rodona           |
| S              | Quadrada         |
| T              | Triangular       |
| V              | Ròmbica 35º      |
| W              | Hexagonal 80º    |

| Segona lletra | Angle de incidència |
| ------------- | ------------------- |
| A             | 3º                  |
| B             | 5º                  |
| C             | 7º                  |
| D             | 15º                 |
| I             | 20º                 |
| F             | 25º                 |
| G             | 30º                 |
| N             | 0°                  |
| P             | 11º                 |

| Tercera lletra | Tolerància dimensional |
| -------------- | ---------------------- |
| J              | Menor Major            |
| K              | Menor Major            |
| L              | Menor Major            |
| M              | Menor Major            |
| N              | Menor Major            |
| O              | Menor Major            |

| Quarta lletra | Tipus de subjecció                          |
| ------------- | ------------------------------------------- |
| A             | Forat sense avellanar                       |
| G             | Forat amb trencavirutes en dues cares       |
| M             | Forat amb trencavirutes en una cara         |
| N             | Sense forat ni trencavirutes                |
| W             | Forat avellanat en una cara                 |
| T             | Forat avellanat i trencavirutes en una cara |
| N             | Sense forat i amb trencavirutes en una cara |
| X             | No estàndard                                |

Les dues primeres xifres indiquen en mil·límetres la longitud de l'aresta de tall de la plaqueta, les dues xifres següents indiquen en mil·límetres el gruix de la plaqueta i les dues últimes xifres indiquen en desenes de mil·límetre el radi de punta de la plaqueta. A aquest codi general el fabricant de la plaqueta pot afegir dues lletres per indicar la qualitat de la plaqueta o l'ús recomanat.

#### Afilat de freses

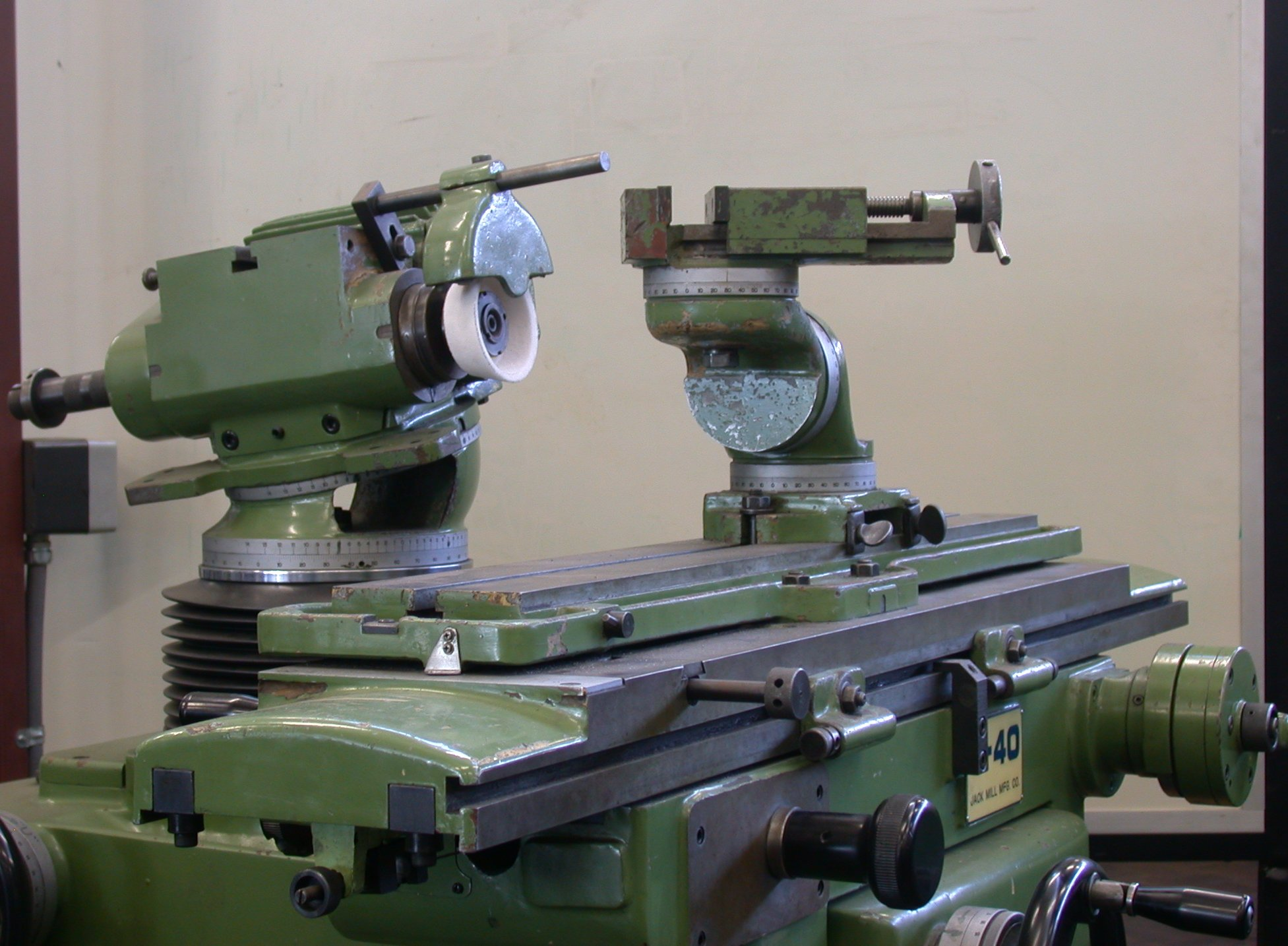
Afiladora universal.

La forma constructiva de les freses d'acer ràpid permet que quan els talls de tall estan desgastats puguin ser afilats novament mitjançant unes màquines d'afilar dissenyades per a aquesta tasca. Hi ha un tipus de màquina, denominada afiladora universal que, amb els accessoris adequats i les dents adequades, permeten realitzar l'afilat de broques, caps de frare i freses frontals i cilíndriques mitjançant el rectificat amb discos d'esmeril.

## Operacions de fresat
Amb l'ús creixent de les fresadores de control numèric estan augmentant les operacions de fresat que es poden realitzar amb aquest tipus de màquines. Tant és així, que el fresat ha esdevingut un mètode polivalent de mecanització. El desenvolupament de les eines ha contribuït també a crear noves possibilitats de fresat a més d'incrementar de forma considerable la productivitat, la qualitat i exactitud de les operacions realitzades.
El fresat consisteix principalment en el tall del material que es mecanitza amb una eina rotativa de diversos talls, que es diuen dents, llavis o plaquetes de metall dur, que executa moviments d'avanç programats de la taula de treball en gairebé qualsevol adreça dels tres eixos possibles, en els quals es pot desplaçar la taula en què va fixada la peça que es mecanitza.
Les eines de fresar es caracteritzen pel seu diàmetre exterior, el nombre de dents, el pas de les dents (distància entre dues dents consecutives) i el sistema de fixació de la fresa en la màquina.
En les fresadores universals utilitzant els accessoris adequats o en les fresadores de control numèric es poden realitzar la següent relació de fresats:

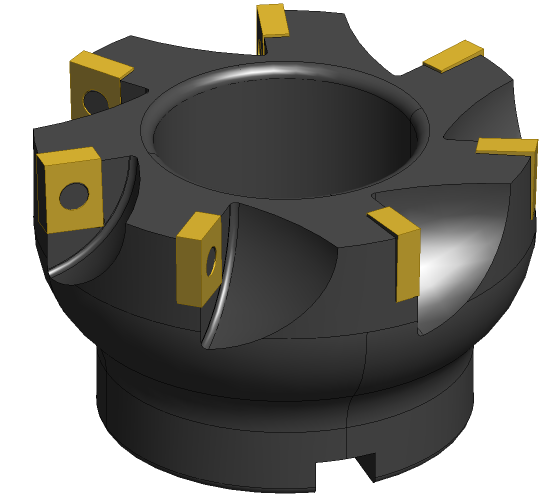
Fresa de planejar de plaquetes de metall dur.

- Planejat. L'aplicació més freqüent de fresat és el planejat, que té per objectiu aconseguir superfícies planes. Per al planejat s'utilitzen generalment freses de planejar de plaquetes intercanviables de metall dur, existint una gamma molt variada de diàmetres d'aquestes freses i del nombre de plaquetes que munta cada fresa. Els fabricants de plaquetes recomanen com a primera opció l'ús de plaquetes rodones o amb angles de 45° com a alternativa.
- Fresat en esquadra. El fresat en esquadra és una variant del planejat que consisteix a deixar graons perpendiculars en la peça que es mecanitza. Per a això s'utilitzen plaquetes quadrades o ròmbiques situades en el portafreses de forma adequada.
- Cubicatge. L'operació de cubicatge és molt comú en fresadores verticals o horitzontals, i consisteix en preparar parts de gran mida de metall o d'un altre material com marbre o granit, en les dimensions cúbiques adequades per a operacions posteriors. Aquest fresat també es realitza amb freses de planejar de plaquetes intercanviables.
- tall. Una de les operacions inicials de mecanització que cal realitzar consisteix, moltes vegades, en tallar les peces a la longitud determinada partint de barres i perfils comercials d'una longitud major. Per al tall industrial de peces s'utilitzen indistintament serres de cinta o fresadores equipades amb freses cilíndriques de tall. La característica més significativa de les freses de tall és que poden ser d'acer ràpid o de metall dur. Es caracteritzen per ser molt primes (de l'ordre de 3 mm, encara que pot variar), tenir un diàmetre gran i un dentat molt fi. S'utilitzen freses de disc de, relativament, poc espessor (de 0,5 a 6 mm) i fins a 300 mm de diàmetre amb les superfícies laterals retranquejades per evitar el fregament d'aquestes amb la peça.[3]

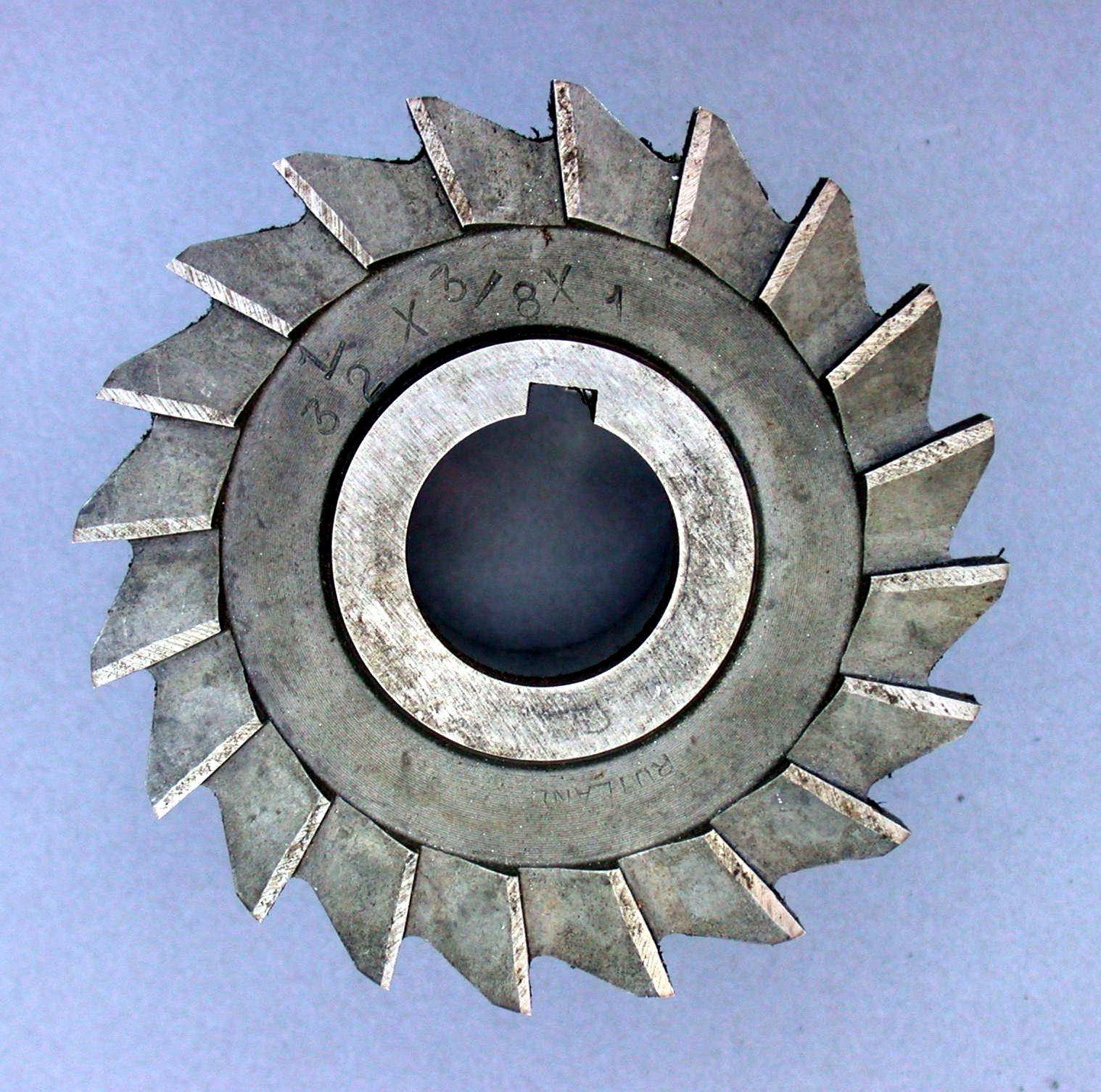
Fresa de disc per ranurar.

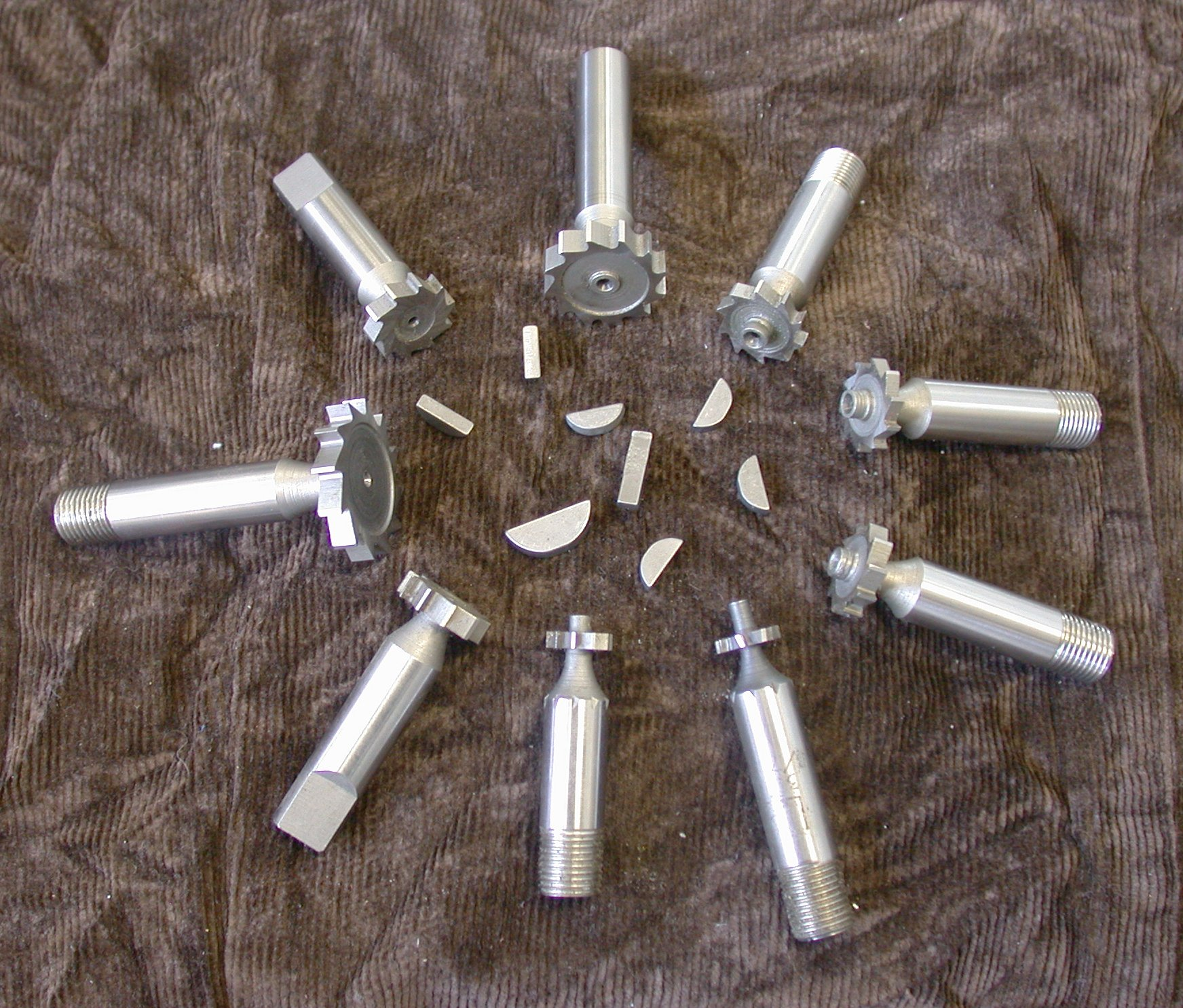
Freses per ranurar clavetes

- Ranurat recte. Per al fresat de ranures rectes s'utilitzen generalment freses cilíndriques amb l'amplària de la ranura i, sovint, es munten diverses freses en l'eix portafreses permetent augmentar la productivitat de mecanització. Al muntatge de diverses freses cilíndriques se li denomina tren de freses o freses compostes. Les freses cilíndriques es caracteritzen per tenir tres arestes de tall: la frontal i les dues laterals. En la majoria d'aplicacions s'utilitzen freses d'acer ràpid, ja que les de metall dur són molt cares i, per tant, solament s'empren en produccions molt grans.
- Ranurat de forma. S'utilitzen freses de la forma adequada a la ranura, que pot ser en forma de T, de cua d'oreneta, etc.
- Ranurat de chaveteros. S'utilitzen freses cilíndriques amb mànec, conegudes en l'argot com a ballarines, amb les quals es pot avançar el tall tant en direcció perpendicular al seu eix com paral·lela a aquest.
- Copiat. Per al fresat en copiat s'utilitzen freses amb plaquetes de perfil rodó a fi de poder realitzar operacions de mecanització en orografies i perfils de cares canviants. Existeixen dos tipus de freses de copiar: les de perfil de mitja bola i les de cant rodó o tóriques.
- Fresat de cavitats. En aquest tipus d'operacions és recomanable realitzar un trepant previ i, a partir del mateix i amb freses adequades, abordar la mecanització de la cavitat tenint en compte que els radis de la cavitat han de ser almenys un 15% superior al radi de la fresa.
- Torn-fresat. Aquest tipus de mecanització utilitza la interpolació circular en fresadores de control numèric, i serveix tant per al tornejat de forats de precisió com per al tornejat exterior. El procés combina la rotació de la peça i de l'eina de fresar sent possible aconseguir una superfície de revolució. Aquesta superfície pot ser concèntrica respecte a la línia central de rotació de la peça. Si es desplaça la fresa cap amunt o cap avall coordinadament amb el gir de la peça poden obtenir-se geometries excèntriques, com el d'una leva, o, fins i tot, el d'un arbre de leves o un cigonyal. Amb el desplaçament axial és possible aconseguir la longitud requerida.
- Fresat de rosques. El fresat de rosques requereix una fresadora capaç de realitzar interpolació helicoidal simultània en dos graus de llibertat: la rotació de la peça respecte a l'eix de l'hèlix de la rosca i la translació de la peça en l'adreça d'aquest eix. El perfil dels talls de tall de la fresa han de ser adequats al tipus de rosca que es mecanitzi.
- Fresat frontal. Consisteix en el fresat que es realitza amb freses helicoidals cilíndriques que ataquen frontalment l'operació de fresat. En les fresadores de control numèric s'utilitzen cada vegada més freses de metall dur totalment integrals que permeten treballar a velocitats molt altes.
- Fresat d'engranatges. El fresat d'engranatges amb prou feines es realitza ja en fresadores universals mitjançant el plat divisor, sinó que es fan en màquines especials, les quals reben el nom de talladores d'engranatges i amb l'ús de freses especials del mòdul de dent adequada.
- Foradat i mandrinat. Aquestes operacions es realitzen habitualment en les fresadores de control numèric dotades d'un magatzem d'eines i utilitzant les eines adequades per a cada cas.
- Mortajado. Consisteix a mecanitzar xaveters en els forats, per a això s'utilitzen o bé una màquina per poder realitzar ranures, o bé un accessori especial que s'acobla al capçal de les fresadores universals i transforma el moviment de rotació en un moviment vertical alternatiu.
- Fresat en rampa. És un tipus de fresat habitual en la mecanització de motlles que es realitza amb fresadores copiadores o amb fresadores de control numèric.

## Consideracions generals per al fresat

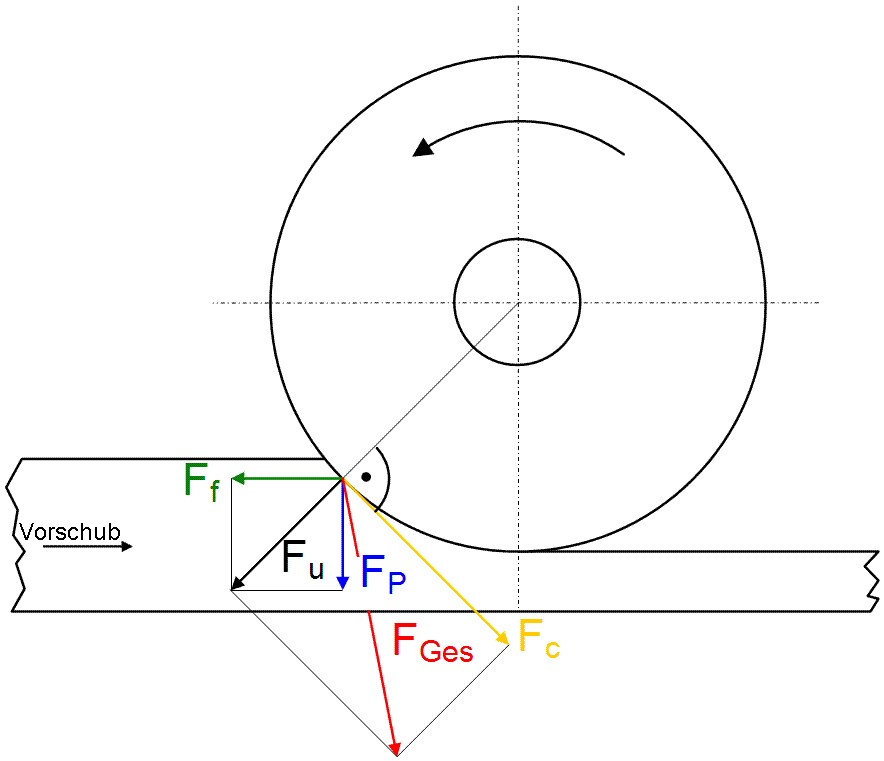
Fresat a favor.

Perquè els treballs de fresat es realitzin en les millors condicions s'han de complir una sèrie de requisits. S'ha d'assegurar una bona rigidesa de la màquina i que tingui la potència suficient per poder utilitzar les eines més convenients. Així mateix, ha d'utilitzar-se el menor voladís de l'eina amb el capçal que sigui possible.
Respecte de les eines de fresar, cal adequar el nombre de dents, llavis o plaquetes de les freses procurant que no hi hagi massa talls treballant simultàniament. El diàmetre de les freses que s'ha de planejar ha de ser l'adequat d'acord amb l'amplària de tall.
En els paràmetres de tall cal seleccionar l'avanç de treball per dent més adequada d'acord amb les característiques del mecanització com el material de la peça, les característiques de la fresa, la qualitat i precisió requerides per a la peça i l'evacuació de la ferritja. Sempre que sigui possible, cal realitzar el fresat en concordança i utilitzar plaquetes de geometria positiva, és a dir, amb angle de despreniment positiu. Ha d'utilitzar-se refrigerant només si cal, ja que el fresat es realitza en millors condicions sense refrigerant en la majoria de les aplicacions de les plaquetes de metall dur.

## Problemes habituals en el fresat
Durant el fresat poden aparèixer una sèrie de problemes que dificulten la qualitat de les operacions de fresat. Els problemes més habituals es mostren en la següent taula:
| Problemes habituals         | Problemes habituals                           | Causes possibles  | Causes possibles  | Causes possibles  | Causes possibles  | Causes possibles    | Causes possibles    | Causes possibles | Causes possibles | Causes possibles   | Causes possibles                      |
| --------------------------- | --------------------------------------------- | ----------------- | ----------------- | ----------------- | ----------------- | ------------------- | ------------------- | ---------------- | ---------------- | ------------------ | ------------------------------------- |
| Problemes habituals         | Problemes habituals                           | Velocitat de tall | Velocitat de tall | Velocitat d'avanç | Velocitat d'avanç | Profunditat de tall | Profunditat de tall | Tipus de fresa   | Tipus de fresa   | Tipus de fresa     | Tipus de fresa                        |
| Problemes habituals         | Problemes habituals                           | Alta              | Baixa             | Alta              | Baixa             | Alta                | Baixa               | Poc dura         | Poc tenaç        | Radi de punta gran | Angle de despreniment petit o negatiu |
| Alteració dels fils de tall | Desgast de la superfície d'incidència         | X                 |                   |                   |                   |                     |                     | X                |                  |                    |                                       |
| Alteració dels fils de tall | Entallis en el fil                            | X                 |                   |                   |                   |                     |                     | X                |                  |                    |                                       |
| Alteració dels fils de tall | Craterització o deformació plàstica           | X                 |                   | X                 |                   |                     |                     | X                |                  |                    | X                                     |
| Alteració dels fils de tall | Fil d'aportació (ferritja soldada en el tall) |                   | X                 |                   |                   |                     |                     |                  |                  |                    | X                                     |
| Alteració dels fils de tall | Petits astillaments                           |                   | X                 |                   |                   |                     |                     |                  | X                |                    | X                                     |
| Alteració dels fils de tall | Trencament de dents                           |                   |                   | X                 |                   | X                   |                     |                  | X                |                    |                                       |
| Virutes llargues            | Virutes llargues                              |                   |                   |                   | X                 |                     | X                   |                  |                  | X                  |                                       |
| Vibracions                  | Vibracions                                    | X                 |                   |                   | X                 | X                   |                     |                  |                  | X                  | X                                     |

Les vibracions excessives poden ser causades, a més, per fixacions incorrectes o poc rígides o perquè la peça es deforma quan incideix sobre ella cada dent de la fresa. A més a més, el fresat en oposició genera més vibracions que el fresat en concordança. Aquestes vibracions afecten a les toleràncies dimensionals i a les rugositats obtingudes, per la qual cosa l'harmonia entre l'eina i el seu moviment de tall juntament amb la peça i màquina és essencial per maximitzar el millor acabat. Altres causes d'imperfeccions en les superfícies mecanitzades són les alteracions dels talls de tall, la falta de manteniment de la màquina i l'ús incorrecte dels utillatges.

## Paràmetres de tall del fresat

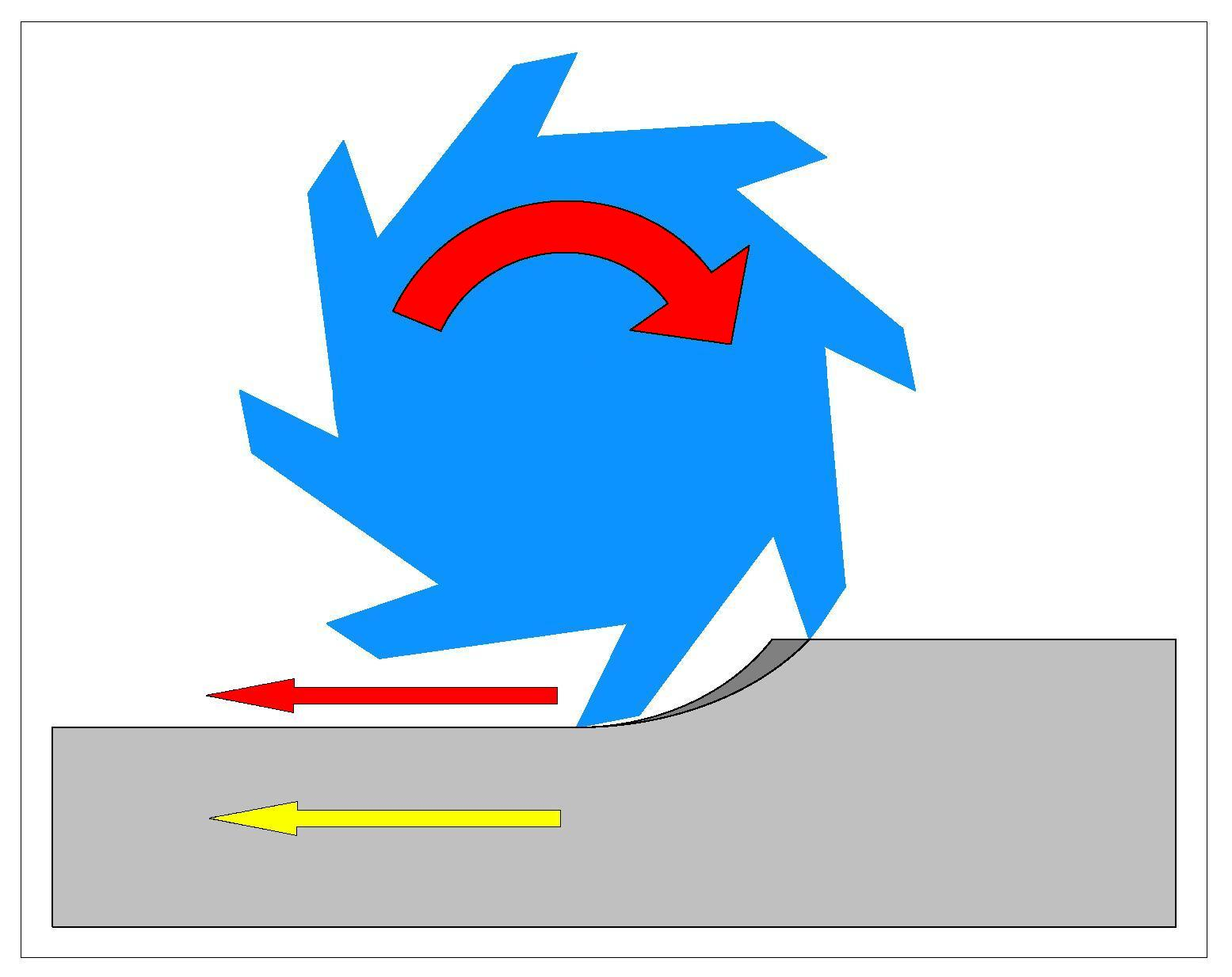
Fresat en concordança, o cap avall.

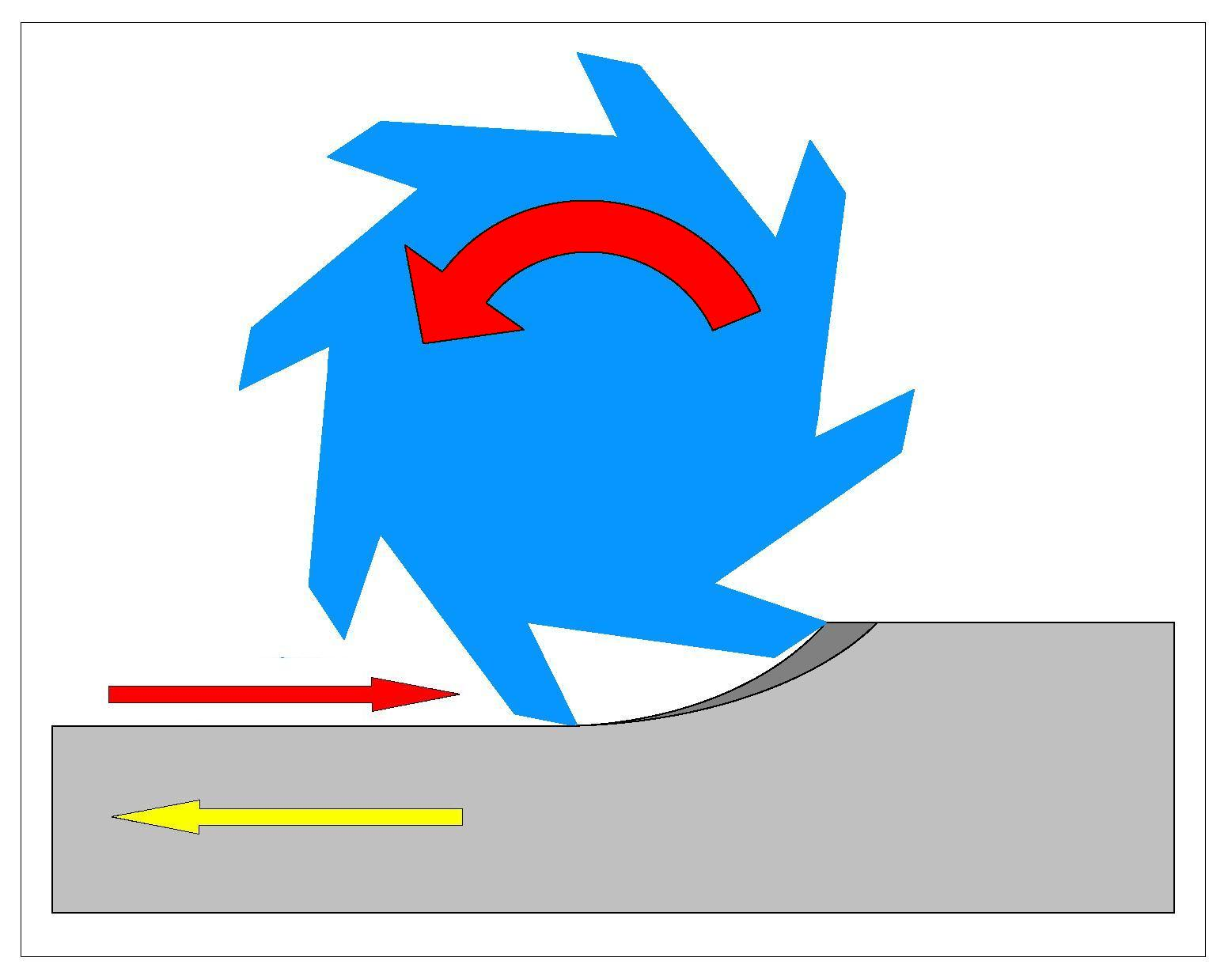
Fresat en oposició, o cap amunt.

Els paràmetres tecnològics fonamentals que cal considerar en el procés de fresat són els següents:
- Elecció del tipus de màquina, accessoris i sistemes de fixació de peça i eina més adequats.
- Elecció del tipus de fresat: frontal, tangencial en concordança o tangencial en oposició.
- Elecció dels paràmetres de tall: velocitat de tall (Vc), velocitat de gir de l'eina (n), velocitat d'avanç (Va), profunditat de passada (p), amplària de tall (Ac), etc.)

No hi ha unanimitat dins del sector de la mecanització en les denominacions dels procediments de fresat.
El fresat tangencial també és denominat fresat perifèric, fresat cilíndric o fresat helicoidal. Els dos tipus de fresats tangencials també són coneguts amb diverses denominacions:
- Fresat en concordança: fresat cap avall,[16] o fresat equicorrent.[3]
- Fresat en oposició: fresat cap amunt,[16] o fresat normal.[3]

En el fresat en concordança, l'eina gira en el mateix sentit en el qual avança la peça. Aquest tipus de fresat és també conegut com fresat cap avall a causa que, quan l'eix de gir de la fresa és horitzontal, el component vertical de la força de tall està dirigit cap a baix. En el fresat en oposició, també conegut com fresat cap amunt, ocorre el contrari, és a dir, l'eina gira en sentit contrari a l'avanç de la peça i el component vertical de la força de tall es dirigeix cap amunt.
Per obtenir una bona qualitat en la superfície mecanitzada, el fresat en concordança és el mètode de fresat més recomanable sempre que la màquina, l'eina i els utillatges ho permetin.
En el fresat en oposició, l'espessor de la ferritja i la pressió de tall augmenten segons avança l'eina, per la qual cosa cal menys potència per a la màquina. No obstant això, aquest mètode presenta diversos inconvenients. Produeix vibracions en la màquina i una pitjor qualitat superficial de la mecanització. Cal anar amb compte amb la subjecció de la peça perquè l'embranzida de l'eina tendirà a expulsar-la de l'amarri.
En el fresat en concordança, les dents de la fresa inicien el tall de la peça amb el màxim espessor de la ferritja, per la qual cosa es necessita major esforç de tall que en el fresat en oposició. Quan la fresa es retira de la peça l'espessor de la ferritja és menor i, per tant, la pressió de treball és menor, produint així un millor acabat de la superfície mecanitzada. Aquest mètode de fresat requereix màquines de major potència i rigidesa. Aquest fresat afavoreix la subjecció de la peça perquè tendeix a estrènyer-la cap avall.
En utilitzar eines els talls de les quals permeten avançar-lo en adreça axial i en adreça radial, com en les freses de planejar o les ballarines, en la majoria dels casos és recomanable que, quan la fresa està tallant, es realitzin prioritàriament els moviments d'avanç en l'adreça radial. Això és degut a la geometria dels talls, en la majoria dels casos, està dissenyada perquè es desgastin més lentament en avançar el tall en adreça radial. Tenint això en compte, els moviments d'aprofundiment amb aquestes eines es realitzen preferentment en buit, es limiten a una perforació inicial o aquesta perforació es realitza amb altres eines, per exemple broques o corones trepanadores. No obstant això, quan s'utilitzen plaquetes rodones en freses de perfilar és indiferent l'adreça d'avanç.

### Velocitat de tall
Es defineix com a velocitat de tall la velocitat lineal de la perifèria de la fresa o una altra eina que s'utilitzi en el fresat. La velocitat de tall, que s'expressa en metres per minut (m/min), ha de ser triada abans d'iniciar la mecanització i el seu valor adequat depèn de molts factors, especialment, de la qualitat i tipus de fresa que s'utilitzi, de la duresa i la manejabilitat que tingui el material que es mecanitzi i de la velocitat d'avanç emprada. Les limitacions principals de la màquina són la seva gamma de velocitats, la potència dels motors i la rigidesa de la fixació de la peça i de l'eina.
Com cada tall de la fresa treballa intermitentment sobre la peça, tallant únicament durant una fracció de cada revolució de l'eina, els talls aconsegueixen temperatures inferiors a les quals s'aconsegueixen en un torn i, en conseqüència, s'utilitzen velocitats de tall majors. No obstant això, el treball de la fresa en conjunt es pot no considerar-se intermitent, perquè sempre hi ha un tall en fase de treball.
A partir de la determinació de la velocitat de tall es pot determinar les revolucions per minut que tindrà el capçal portafreses segons la següent fórmula:

{\displaystyle V_{c}\left[\mathrm {m \over min} \right]={\frac {n\ \mathrm {[min^{-1}]} \times \pi \times \mathrm {D_{c}[mm]} }{1000\left[{{\mbox{mm}} \over {\mbox{m}}}\right]}}}

On Vc és la velocitat de tall, n és la velocitat de rotació de l'eina i Dc és el diàmetre de l'eina.
La velocitat de tall és el factor principal que determina la durada de l'eina. Una alta velocitat de tall permet realitzar la mecanització en menys temps però accelera el desgast de l'eina. Els fabricants d'eines i prontuaris de mecanització, ofereixen dades orientatives sobre la velocitat de tall adequada de les eines per a una vida útil o durada determinada de l'eina, per exemple, 15 minuts. De vegades, és desitjable ajustar la velocitat de tall per a una durada diferent de l'eina, per això, els valors de la velocitat de tall es multipliquen per un factor de correcció. La relació entre aquest factor de correcció i la durada de l'eina en operació de tall no és lineal.
D'una banda, una velocitat de tall excessiva pot donar lloc a un desgast molt ràpid del tall de tall de l'eina, a la deformació plàstica del tall amb pèrdua de tolerància del mecanització i, en general, a una qualitat del mecanització deficient. D'altra banda, una velocitat de tall massa baixa pot donar lloc a la formació de tall d'aportació en l'eina, a dificultats en l'evacuació de la ferritja i a l'augment del temps de mecanització, la qual cosa es tradueix en una baixa productivitat i un cost elevat del mecanització.

### Velocitat de rotació de l'eina
La velocitat de rotació del capçal portafreses s'expressa habitualment en revolucions per minut (rpm). En les fresadores convencionals hi ha una gamma limitada de velocitats, que depenen de la velocitat de gir del motor principal i del nombre de velocitats de la caixa del canvi de la màquina. En les fresadores de control numèric, aquesta velocitat és controlada amb un sistema de realimentació en el qual pot seleccionar-se una velocitat qualsevol dins d'un interval de velocitats, fins a una velocitat màxima.
La velocitat de rotació de l'eina és directament proporcional a la velocitat de tall i al diàmetre de l'eina.

{\displaystyle n\ [{\mbox{min}}^{-1}]={V_{c}\left[{{\mbox{m}} \over {\mbox{min}}}\right]\times 1000\left[{{\mbox{mm}} \over {\mbox{m}}}\right] \over \pi \times D_{c}[mm]}}

### Velocitat d'avanç

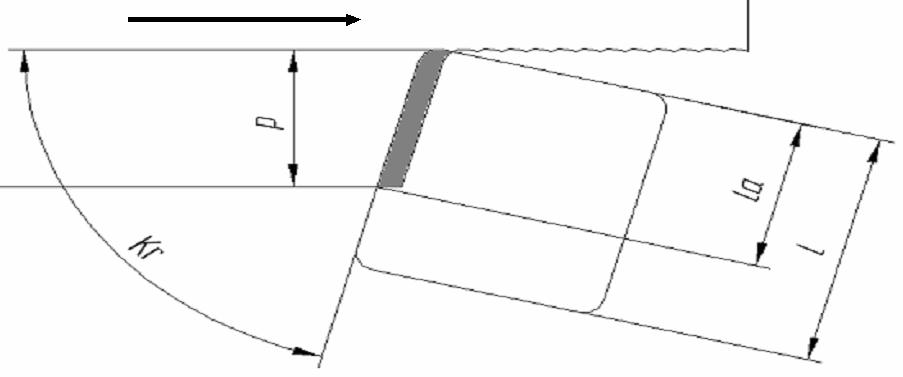
Diagrama de fresat frontal.
p: profunditat de passada
la: longitud de tall efectiva
l: longitud d'aresta de tall
?r: angle de posició.

L'avanç o velocitat d'avanç en el fresat és la velocitat relativa entre la peça i l'eina, és a dir, la velocitat amb la qual progressa el tall. L'avanç i el radi de la punta de l'eina de tall són els dos factors més importants dels quals depèn la rugositat de la superfície obtinguda en el fresat.
Cada fresa pot tallar adequadament en un rang de velocitats d'avanç per cada revolució de l'eina, denominat avanç per revolució (fz). Aquest rang depèn fonamentalment de nombre de dents de la fresa, de la grandària de cada dent i de la profunditat de tall, a més del tipus de material de la peça i de la qualitat i el tipus de plaqueta de tall. Aquest rang de velocitats es determina experimentalment i es troba en els catàlegs dels fabricants de plaquetes. A més, aquesta velocitat està limitada per les rigideses de les subjeccions de la peça i de l'eina i per la potència del motor d'avanç de la màquina. El grossor màxim de ferritja en mm és l'indicador de limitació més important per a una eina de fresat. El tall de les eines es prova perquè tingui un valor determinat entre un mínim i un màxim de grossor de ferritja.
L'avanç per revolució (fn) és el producte de l'avanç per dent pel nombre de dents (z) de l'eina.
{\displaystyle f_{n}\left[\mathrm {mm \over rev} \right]=f_{z}\left[\mathrm {mm \over dent} \right]\times z\left[\mathrm {dent \over rev} \right]}
La velocitat d'avanç és el producte de l'avanç per revolució per la velocitat de rotació de l'eina.
{\displaystyle f\left[\mathrm {mm \over min} \right]=f_{n}\left[\mathrm {mm \over rev} \right]\times n\left[\mathrm {rev \over min} \right]=f_{z}\left[\mathrm {mm \over dent} \right]\times z\left[\mathrm {dent \over rev} \right]\times n\left[\mathrm {rev \over min} \right]}
Igual que amb la velocitat de rotació de l'eina, en les fresadores convencionals la velocitat d'avanç se selecciona d'una gamma de velocitats disponibles en una caixa del canvi, mentre que les fresadores de control numèric poden treballar amb qualsevol velocitat d'avanç fins a la màxima velocitat d'avanç de la màquina.
La velocitat d'avanç és decisiva per a la formació de ferritja, el consum de potència, la rugositat superficial obtinguda, les tensions mecàniques, la temperatura a la zona de tall i la productivitat. Una elevada velocitat d'avanç dona lloc a un bon control de la ferritja i una major durada de l'eina per unitat de superfície mecanitzada, però també dona lloc a una elevada rugositat superficial i a un major risc de deterioració de l'eina per trencaments o per temperatures excessives. En canvi, una velocitat d'avanç baixa provoca la formació de ferritja més llarga que pot formar bucles i un increment del temps de mecanització, la qual cosa fa que la durada de l'eina per unitat de superfície sigui menor i que la producció sigui més costosa.

### Profunditat de tall o de passada
La profunditat de tall o profunditat de passada (p) és la profunditat de la capa arrencada de la superfície de la peça en una passada de l'eina. Habitualment s'expressa en mil·límetres (mm). L'amplària de tall (s), expressat en mm, és l'amplària de la part de la peça implicada en el tall. Aquests paràmetres cal tenir-los en compte per la influència que té en el càlcul de la secció de ferritja i conseqüentment en la força de tall necessària per poder realitzar la mecanització.
La profunditat de passada s'estableix a priori i depèn principalment de les creixes de material a mecanitzar, del grau de precisió dimensional a aconseguir, de la potència de la màquina i de la relació pel que fa a l'avanç seleccionat i de paràmetres propis de la plaqueta de tall com la seva grandària, el radi de la punta i el seu perfil. En realitzar mecanitzacions d'escalaborni s'utilitzen talls amb major longitud d'aresta de tall que permeten realitzar mecanitzacions amb majors profunditats de passada i velocitats d'avanç. No obstant això, per a les operacions d'acabat, cal una profunditat de tall menor.
La longitud de tall efectiva (la), el valor màxim de la qual està directament relacionat amb la longitud de l'aresta del tall, depèn de la profunditat de passada (p) i de l'angle de posició ({\displaystyle \kappa _{r}})
{\displaystyle la=p\times \cos(\kappa _{r})}

### Espessor i secció de la ferritja
La relació que existeix entre l'avanç per dent de la fresa (fz) i la profunditat de passada (p) constitueix la secció de la ferritja. La secció d'encenall guarda també relació amb el tipus de fresat que es realitzi, la secció de la ferritja és igual a
{\displaystyle S\ \mathrm {[mm^{2}]} =p\ \mathrm {[mm]} \times f_{z}\ \mathrm {[mm]} }
L'espessor de la ferritja correspon a l'avanç per dent de la fresa.
El control de la secció i de l'espessor de la ferritja són factors importants a l'hora de determinar el procés de mecanització. Com menor sigui l'espessor de la ferritja en el moment de l'arrencada, la càrrega del tall serà menor i això permetrà aplicar majors velocitats d'avanç per dent sense danyar al mateix, havent de reduir la profunditat de tall a causa dels menors angles de posicionament dels talls. El poder controlar la secció de la ferritja depèn principalment de diversos factors com la potència de la màquina, la fixació o el sistema d'amarratge de la peça, la secció del mànec de l'eina així com de la subjecció de les plaquetes i la geometria d'aquestes. L'augment de la secció i espessor de la ferritja, entre altres variables, implica un augment de la potència necessària perquè es realitzi l'arrencada de material.

### Volum de ferritja arrencat
En el fresat tangencial, el volum de la ferritja arrencat per minut s'expressa centímetres cúbics per minut i s'obté de la següent fórmula:
{\displaystyle Q\ \mathrm {\left[cm^{3}/min\right]} ={A_{c}\ \mathrm {[mm]} \times p\ \mathrm {[mm]} \times f\ \mathrm {[mm/min]}  \over 1000\ \mathrm {[mm^{3}/cm^{3}]} }}
On Q és el volum de la ferritja arrencada per minut, Ac és l'ample del tall, p és la profunditat de passada, i f és la velocitat d'avanç. Aquesta dada és important per determinar la potència necessària de la màquina i la vida útil de les eines.

### Temps de mecanització
Per poder calcular el temps de mecanització en una fresadora cal tenir en compte la longitud d'aproximació i sortida de la fresa de la peça que es mecanitza. Aquesta longitud depèn del tipus de fresat. Per exemple, en el planejat la longitud d'aproximació coincideix amb la meitat del diàmetre de l'eina, en el fresat de ranures és diferent i depèn la profunditat de la ranura i del diàmetre de la fresa, i en el fresat per contornejat interior o exterior les longituds de mecanització depenen del diàmetre de la fresa i de la geometria de la superfície contornejada.
El temps de mecanització pot calcular-se a partir de la següent equació.
{\displaystyle T_{m}\ \mathrm {[min]} ={Longitud\ d'\ aproximaci{\acute {o}}\ \mathrm {[mm]} +Longitud\ peca\ \mathrm {[mm]}  \over f\ \mathrm {[mm/min]} }};
on Tm és el temps de mecanització i f és la velocitat d'avanç.

### Força específica de tall

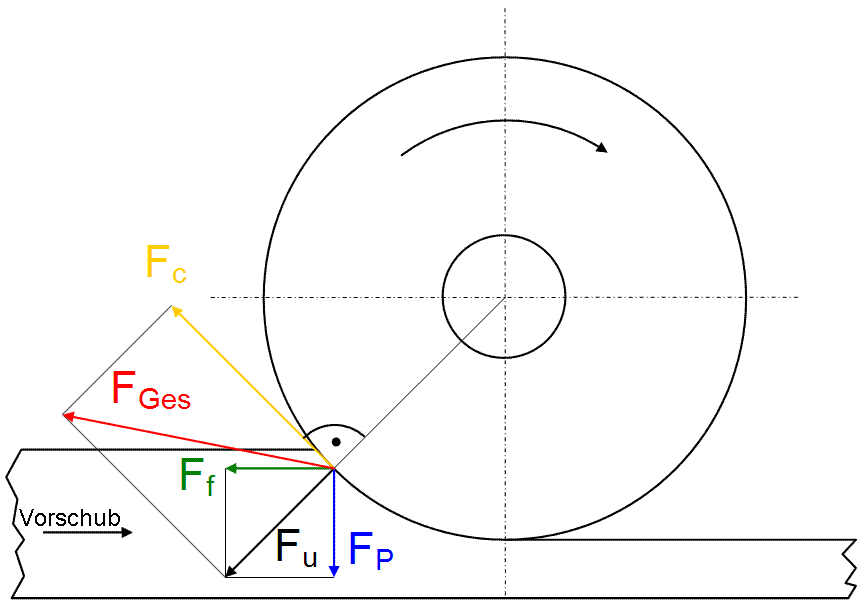
Fresat en oposició.

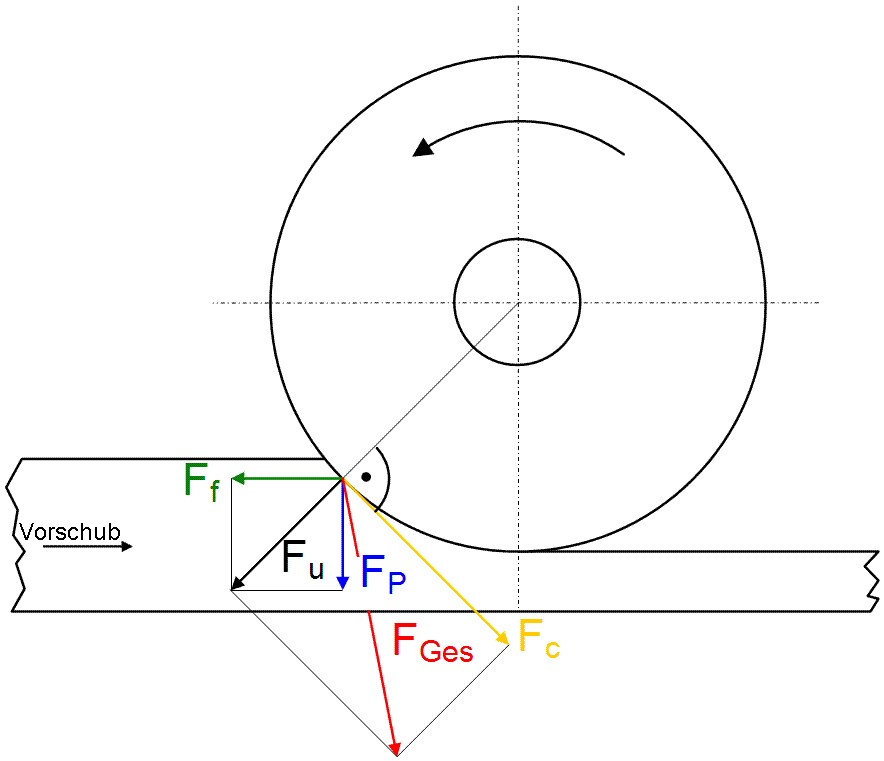
Fresat en concordança.

La força de tall és un paràmetre a tenir en compte per evitar trencaments i deformacions en l'eina i en la peça i per poder calcular la potència necessària per efectuar una determinada mecanització. Aquest paràmetre està en funció de l'avanç de fresat, de la velocitat de tall, de la manejabilitat del material, de la duresa del material, de les característiques de l'eina i de l'espessor mitjà de la ferritja. Tots aquests factors s'engloben en un coeficient denominat força específica de tall (kc), que s'expressa en N/mm².

### Potència de tall
La potència de tall(Pc) necessària per efectuar una determinada mecanització habitualment s'expressa en quilowatts (kW) i es calcula a partir del valor del volum d'arrencada de la ferritja, la força específica de tall i del rendiment que tingui la fresadora. Aquesta força específica de tall (kc) és una constant que es determina en funció del tipus de material que s'està mecanitzant, la geometria de l'eina, l'espessor de la ferritja, etc.
Per poder obtenir el valor de potència correcte, el valor obtingut ha de dividir-se per un determinat valor adimensional que té en compte el rendiment de la màquina (?). Aquest valor és la relació entre la potència de tall efectiva, és a dir, la potència necessària en l'eina, respecte a la potència consumida pel motor d'accionament principal de la màquina.
{\displaystyle P_{c}\ \mathrm {[kW]} ={A_{c}\ \mathrm {[mm]} \times p\ \mathrm {[mm]} \times f\ \mathrm {\left[{mm \over min}\right]} \times k_{c}\mathrm {\left[{N \over mm^{2}}\right]}  \over 60\mathrm {\left[{s \over min}\right]} \times 10^{3}\mathrm {\left[{mm \over m}\right]} \times 10^{3}\mathrm {\left[{W \over kW}\right]} \times \rho }={A_{c}\times p\times f\times k_{c} \over 60\times 10^{6}\times \rho }}
on Pc és la potència de tall, Ac és l'ample de tall; p és la profunditat de passada, f és la velocitat d'avanç, kc és la força específica de tall i ? és el rendiment de la màquina.

## mecanització ràpid
El concepte de mecanització ràpida es refereix al que es produeix en les modernes màquines eines de control numèric equipades amb capçals potents i ferms, que els permeten girar a molts milers de revolucions per minut fins a de l'ordre de 30.000 rpm, i avanços de treball molt grans quan es tracta del mecanització de materials tous i amb buidatge de la ferritja tal com ocorre en la fabricació de motlles o de grans components de la indústria aeronàutica. Els metalls i aliatges de fàcil mecanització són els més adequats per al concepte de mecanització ràpida.

## Fresat en sec i amb refrigerant

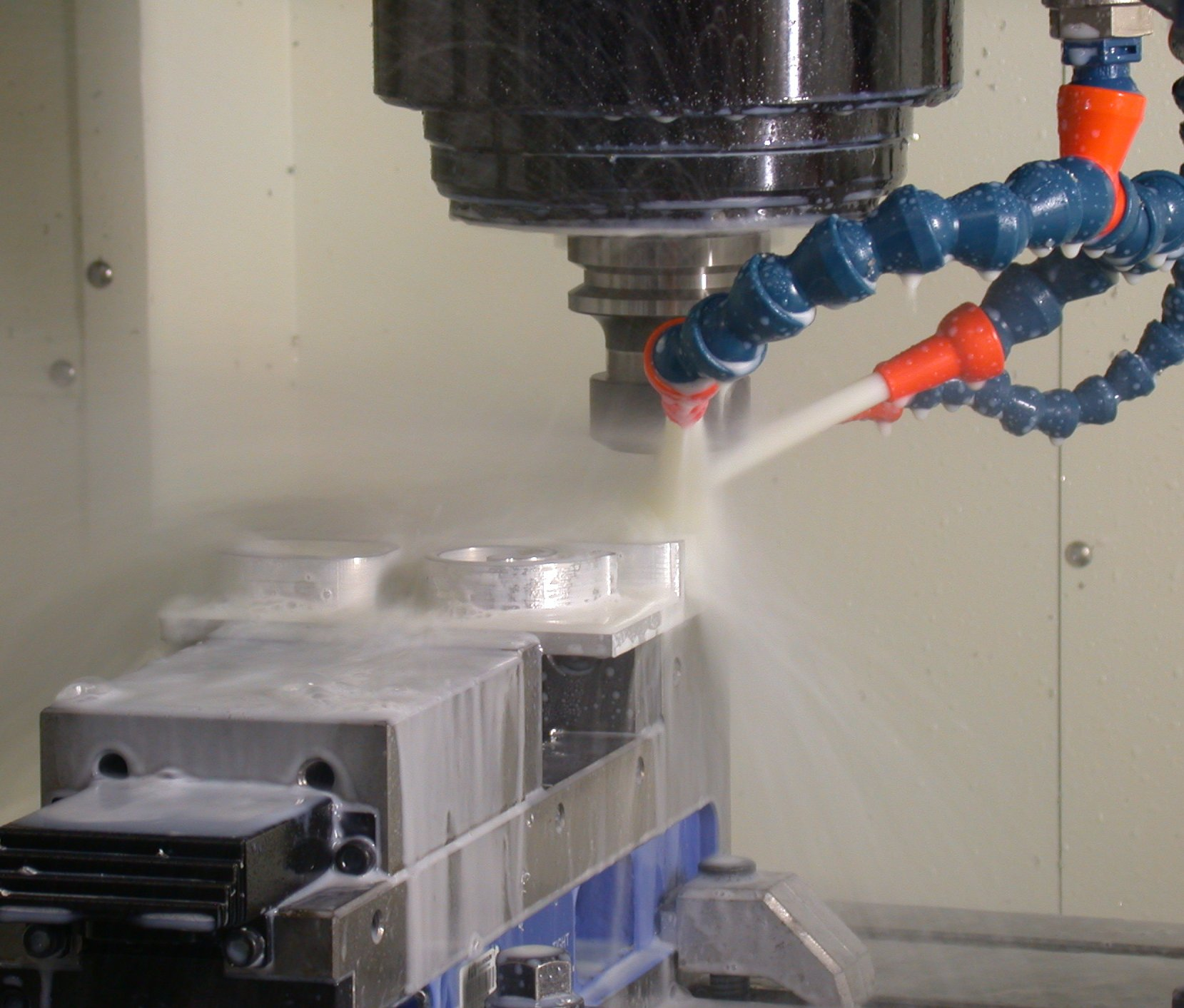
Fresat de alumini utilitzant taladrina.

En l'actualitat el fresat en sec de certs materials és completament viable quan s'utilitzen eines de metall dur, per això hi ha una tendència recent a efectuar les mecanitzacions en sec sempre que la qualitat de l'eina ho permeti. La inquietud per l'eficiència en l'ús de refrigerants de tall es va despertar durant els anys 1990, quan estudis realitzats en empreses de fabricació de components para automoció en Alemanya van posar en relleu el cost elevat del cicle de vida del refrigerant, especialment en el seu reciclat.
No obstant això, la mecanització en sec no és adequat per a totes les aplicacions, especialment per a trepats, roscats i mandrinats per garantir l'evacuació de la ferritja, especialment si s'utilitzen freses d'acer ràpid. Tampoc és recomanable fresar en sec materials pastosos o massa tous com l'alumini o l'acer de baix contingut en carboni, ja que és molt probable que els talls de tall s'embocin amb el material que tallen, formant-se un tall d'aportació que causa imperfeccions en l'acabat superficial, dispersions en les mesures de la peça i fins i tot trencaments dels talls de tall. En el cas de mecanitzar materials poc dúctils que tendeixen a formar ferritja curta, com la fosa grisa, la taladrina és beneficiosa com a agent netejador, evitant la formació de núvols tòxics d'aerosols. La taladrina és imprescindible en fresar materials abrasius com l'acer inoxidable.
En el fresat en sec la maquinària ha d'estar preparada per absorbir sense problemes la calor produïda en l'acció de tall. Per evitar excessos de temperatura pel sobreescalfament de clavegueres, eines i altres elements, solen incorporar-se circuits interns de refrigeració per oli o aire.
Amb excepcions, el fresat en sec s'ha generalitzat i ha servit perquè les empreses s'hagin qüestionat usar taladrina únicament en les operacions necessàries i amb el cabal necessari. Cal avaluar amb cura operacions, materials, peces, exigències de qualitat i maquinària per identificar els beneficis d'eliminar l'aportació de refrigerant.

## Gestió econòmica del fresat
Quan els enginyers dissenyen una màquina, un equip o un utensili, ho fan mitjançant l'acoblament d'una sèrie de components de materials diferents i que requereixen processos de mecanització per aconseguir les toleràncies de fabricació adequades.
La suma del cost de primeres matèries d'una peça, el cost del procés de mecanització i el cost de les peces fabricades de forma defectuosa constitueixen el cost total d'una peça.
Des de sempre el desenvolupament tecnològic ha tingut com a objectiu aconseguir la màxima qualitat possible dels components, així com el preu més baix possible tant de les primeres matèries com dels costos de mecanització.
Per reduir el cost de fresat i de la mecanització en general s'ha actuat sota les bones pràctiques de manufactura, en els següents fronts:
- Aconseguir materials cada vegada millor mecanitzables, materials que una vegada mecanitzats en tou, són endurits mitjançant tractaments tèrmics que milloren de forma molt sensible les seves prestacions mecàniques de duresa i resistència principalment.
- Aconseguir eines de mecanització de millor qualitat que permeti augmentar de forma considerable les condicions tecnològiques del mecanització, tant la seva velocitat de tall com l'avanç de treball sense que es deteriorin els talls de tall de les eines.
- Construir fresadores més robustes, ràpides i precises que aconsegueixin reduir sensiblement el temps de mecanització així com aconseguir peces de major qualitat i toleràncies més estretes.
- Ajustar els paràmetres de tall a valors òptims de productivitat,[21] incloent-hi moviments i talls d'entrada.

Per disminuir l'índex de peces defectuoses s'ha aconseguit automatitzar al màxim el treball de les fresadores, disminuint dràsticament el fresat manual, i construint fresadores automàtiques molt sofisticades o fresadores guiades per ordinador que executen una mecanització d'acord amb un programa establert prèviament.

## Condicions de treball amb fresadora

### Normes de seguretat en el treball amb fresadores
En manipular una fresadora, cal observar una sèrie de requisits perquè en les condicions de treball es mantinguin uns nivells adequats de seguretat i salut. Els riscos més freqüents amb aquest tipus de màquines són contactes accidentals amb l'eina o amb la peça en moviment, atrapaments pels òrgans de moviment de la màquina, projeccions de la peça, de l'eina o de la ferritja, dermatitis per contacte amb els líquids refrigerants i talls en manipular eines o la ferritja.
Per als riscos de contacte i atrapament han de prendre's mesures com l'ús de pantalles protectores, evitar utilitzar robes folgades, especialment pel que fa a mànigues amples o corbatas i, si es treballa amb el pèl llarg, portar-ho recollit.
Per als riscos de projecció de part o la totalitat de la peça o de l'eina, generalment per la seva ruptura, han d'utilitzar-se pantalles protectores i tancar les portes abans de l'operació.
Per als riscos de dermatitis i talls per la manipulació d'elements, han d'utilitzar-se guants de seguretat. A més a més, els líquids de tall han d'utilitzar-se únicament quan siguin necessaris.
També s'ha de tenir en compte que la mateixa màquina ha de disposar d'elements de seguretat, com enclauaments que evitin l'engegada involuntària; botons de parada d'emergència de tipus bolet mentre que la resta de botons són encastats i situats fora de la zona de perill. És recomanable que els riscos siguin eliminats tan a prop del seu lloc de generació i tan aviat com sigui possible, disposant d'un sistema d'aspiració a la zona de tall, pantalles de seguretat i una bona il·luminació. Aquestes màquines han d'estar en un lloc anivellat i net per evitar caigudes. En les màquines en les quals, una vegada preses les mesures de protecció possibles persisteixi un risc residual, aquest ha d'estar adequadament senyalitzat mitjançant una senyalització normalitzada.
| 1  | Utilitzar equip de seguretat: ulleres de seguretat, caretes, etc..                                                                                             |
| 2  | No utilitzar roba folgada o molt ampla. Es recomanen les mànigues curtes.                                                                                      |
| 3  | Utilitzar roba de cotó. |
| 4  | Utilitzar calçat de seguretat. |
| 5  | Mantenir el lloc sempre net. |
| 6  | Si es mecanitzen peces pesades utilitzar polispasts adequats per carregar i descarregar les peces de la màquina.                                               |
| 7  | És preferible portar el pèl curt. Si és llarg no ha d'estar solt sinó recollit.                                                                                |
| 8  | No vestir joieria, com collarets o anells. |
| 9  | Sempre s'han de conèixer els controls i el funcionament de la fresadora. S'ha de saber com detenir el seu funcionament en cas d'emergència.                    |
| 10 | És molt recomanable treballar en una àrea bé il·luminada que ajudi a l'operador, però la il·luminació no ha de ser excessiva perquè no causi massa resplendor. |

### Perfil dels fresadors professionals
Davant la diversitat de tipus de fresadores que existeixen, també existeixen diferents perfils dels professionals dedicats a aquestes màquines. Aquests professionals poden classificar-se en programadors de CNC, preparadors i fresadores.
Els programadors de CNC són imprescindibles quan s'utilitzen fresadors de control numèric, doncs, és necessari que s'elabori el programa de les operacions que ha de realitzar la màquina per la mecanització de les peces. Un programador de CNC ha de ser un bon coneixedor dels factors que intervenen en la mecanització; les característiques i la disponibilitat de les màquines, les eines de tall i de subjecció; els tipus de material a mecanitzar i les seves característiques de mecanització, l'ús de refrigerants, la quantitat de peces a mecanitzar i els requisits de toleràncies de fabricació i acabat superficial que calen per a les peces fabricades. A més ha de ser capaç d'interpretar correctament els plànols de les peces i la tècnica de programació que utilitzi d'acord amb l'equip que tingui la fresadora.

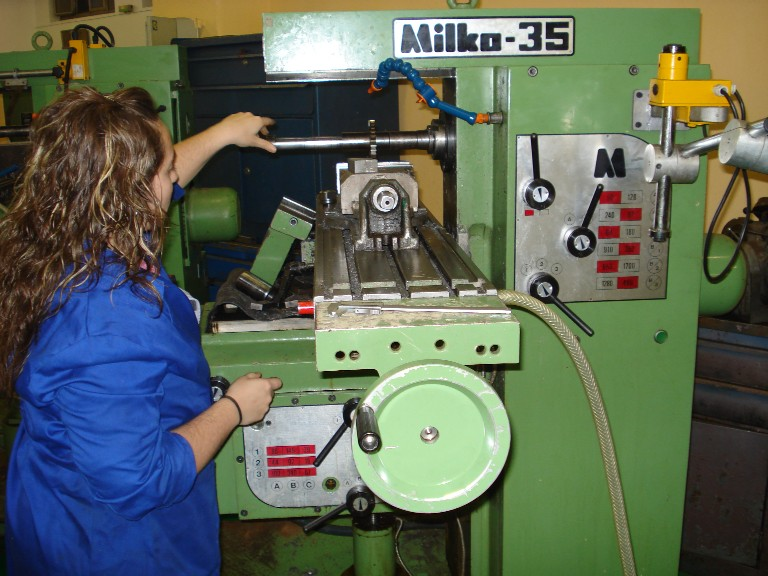
Preparant la màquina. IES Politècnic Sevilla.

Un preparador de fresadors és un tècnic qualificat que s'encarrega de posar a punt aquestes màquines cada vegada que es produeix un canvi en les operacions a realitzar en la mecanització de peces. En les indústries en les quals hi ha instal·lades diverses fresadores de gran producció o de control numèric, ha d'haver-hi un professional específic encarregat per a aquestes tasques, però quan la producció és menor, són els propis encarregats de les operacions de la màquina els que la preparen.
Una vegada que la fresadora ha estat preparada per a un treball determinat, del control posterior del treball de la màquina sol encarregar-se a una persona de menor preparació tècnica, que només ha d'ocupar-se que la qualitat de les peces mecanitzades es vagi complint dins de les qualitats de tolerància i rugositat exigides. De vegades, un operari és capaç d'atendre a diverses fresadores, si aquestes tenen automatitzades el sistema d'alimentació de peces mitjançant autòmats programables.
Els fresadors de màquines convencionals són operaris qualificats que s'encarreguen de realitzar les operacions que intervenen en el procés de mecanització amb màquines i eines convencionals i especialitzades, comprovant peces i acoblaments, emprant els equips, màquines i instruments de mesura i verificació necessaris, realitzant el manteniment de primer nivell i establint els processos de treball, introducció i ajust de paràmetres, seguint les instruccions indicades en els documents tècnics, en condicions d'autonomia, qualitat i seguretat.